# Roman Polański
Roman Polański, właśc. Rajmund Roman Thierry Polański, również Roman Raymond Polanski (ur. jako Raymond Thierry Liebling 18 sierpnia 1933 w Paryżu) – polsko-francuski twórca filmowy, reżyser i scenarzysta, a także aktor oraz producent filmowy, pochodzenia żydowskiego. Jeden z najwybitniejszych polskich reżyserów światowej sławy.
W trakcie II wojny światowej wraz z częścią swej rodziny przetrwał Zagładę Żydów w krakowskim getcie. Po wojnie studiował reżyserię w Państwowej Wyższej Szkole Filmowej w Łodzi. Początkowo został doceniony przez krytyków za sprawą krótkometrażowego filmu Dwaj ludzie z szafą (1958) oraz pełnometrażowego debiutu Nóż w wodzie (1962), za który otrzymał nominację do Oscara za najlepszy film nieanglojęzyczny. Krytyka debiutu Polańskiego przez władze komunistyczne, za promowanie zachodnich wzorców, zmusiła go do wyjazdu z Polski.
Następne filmy kręcił w Wielkiej Brytanii, we Francji, a także w Stanach Zjednoczonych. Zdobył renomę sprawnego twórcy kina gatunkowego za sprawą thrillerów psychologicznych Wstręt (1965), Matnia (1966), Lokator (1976), Śmierć i dziewczyna (1994) oraz Autor widmo (2010). Sławę przyniosły mu także komediowy horror Nieustraszeni pogromcy wampirów (1967), horror Dziecko Rosemary (1968) oraz czarny kryminał Chinatown (1974), z czego dwa ostatnie zostały dodane do Narodowego Rejestru Filmowego Stanów Zjednoczonych jako dzieła „znaczące kulturowo, historycznie bądź estetycznie”. Dramat wojenny Pianista (2002) zapewnił mu Złotą Palmę na 55. MFF w Cannes oraz Oscara za najlepszą reżyserię.
W 1969 ciężarna żona Polańskiego, aktorka Sharon Tate, została zamordowana wraz z czwórką przyjaciół przez członków sekty Charlesa Mansona. W 1977 Polański został oskarżony w Los Angeles o gwałt na trzynastolatce i przyznał się do jednego z sześciu stawianych mu zarzutów. W wyniku wytoczonego mu procesu opuścił w 1978 Stany Zjednoczone i osiedlił się we Francji, aby uniknąć wyroku. Kilkakrotnie bez powodzenia podejmowane były próby ekstradycji Polańskiego do USA.

## Młodość
Urodził się 18 sierpnia 1933 w Paryżu jako Raymond Thierry Liebling. Był synem Mojżesza Lieblinga (1903–1983) i Belli (Buli) Katz-Przedborskiej (1900–1943). Ojciec późniejszego reżysera był Polakiem żydowskiego pochodzenia. Urodził się w Krakowie, a pod koniec lat 20. wyjechał do Paryża, by zostać malarzem. Rodzice Belli pochodzili z Rosji – jej ojciec był Żydem, a matka katoliczką. Rodzina Belli była dobrze sytuowana. Bella mieszkała początkowo w Polsce, a później w Paryżu, gdzie wyszła za mąż i gdzie urodziła się przyrodnia siostra Raymonda – Annette. Bella rozwiodła się z pierwszym mężem, po tym jak nawiązała romans z Mojżeszem Lieblingiem, z którym wzięła jesienią 1932 ślub cywilny. Mojżesz i Bella Lieblingowie nie byli osobami religijnymi.
Na początku 1937 Lieblingowie przeprowadzili się do Krakowa. Miało to ich uchronić przed narastającymi nastrojami antysemickimi we Francji. Zamieszkali w kamienicy przy ulicy Bolesława Komorowskiego 9. Mojżesz Liebling, który nie odniósł sukcesu jako malarz i zajmował się m.in. produkcją popielniczek z tworzywa sztucznego, był człowiekiem opryskliwym wobec syna i Annette. Romek (tak nazywano chłopca w Polsce) był trudnym i drażliwym dzieckiem, często się dąsał i wybuchał gniewem. Pierwszy film, jaki zapamiętał, to Zakochani, na który wybrał się do kina z siostrą.

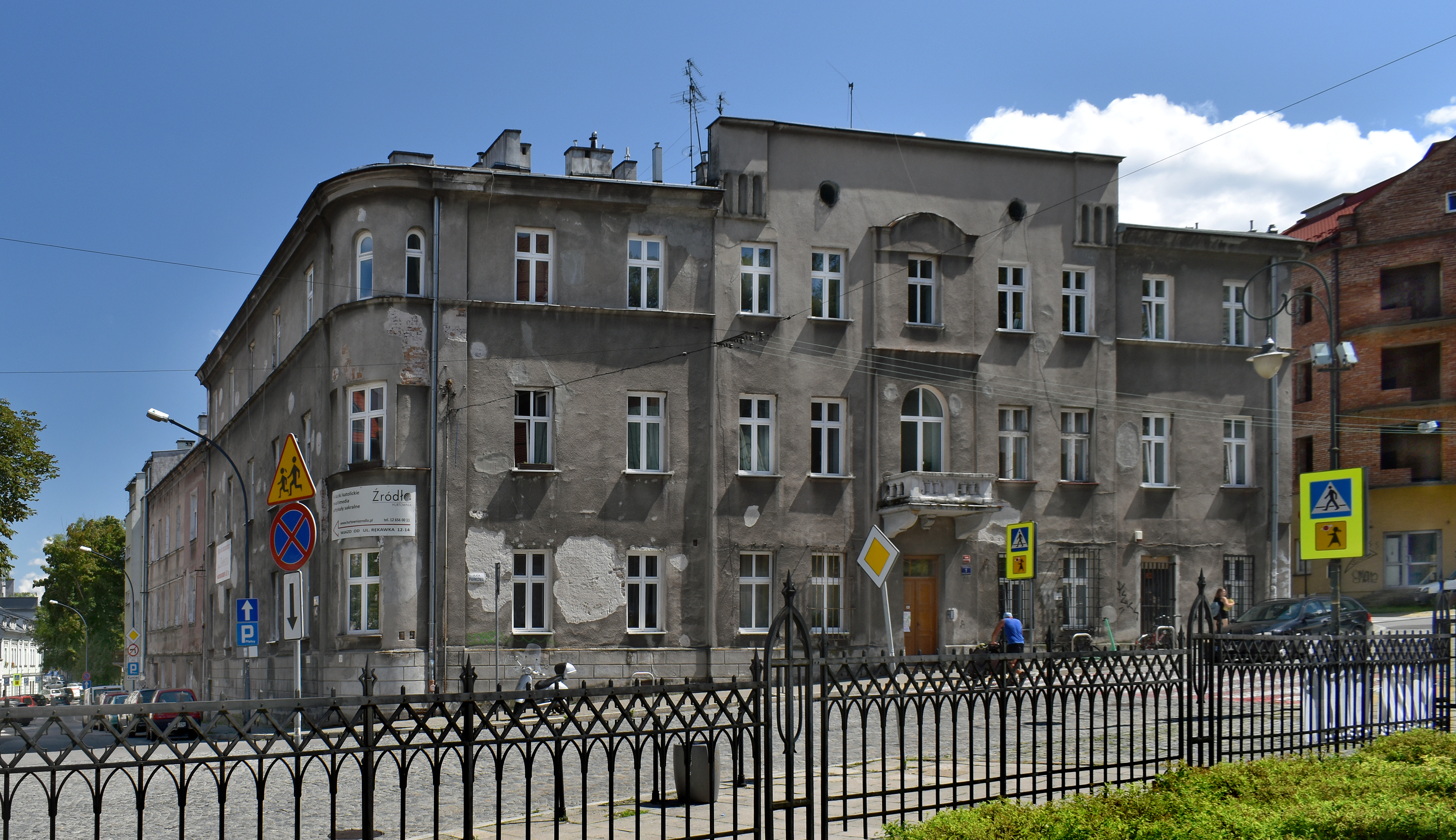
Kamienica w getcie, mieszkał w niej Polański przed ucieczką
Kraków, ul. Parkowa 1 (ul. Rękawka 2)

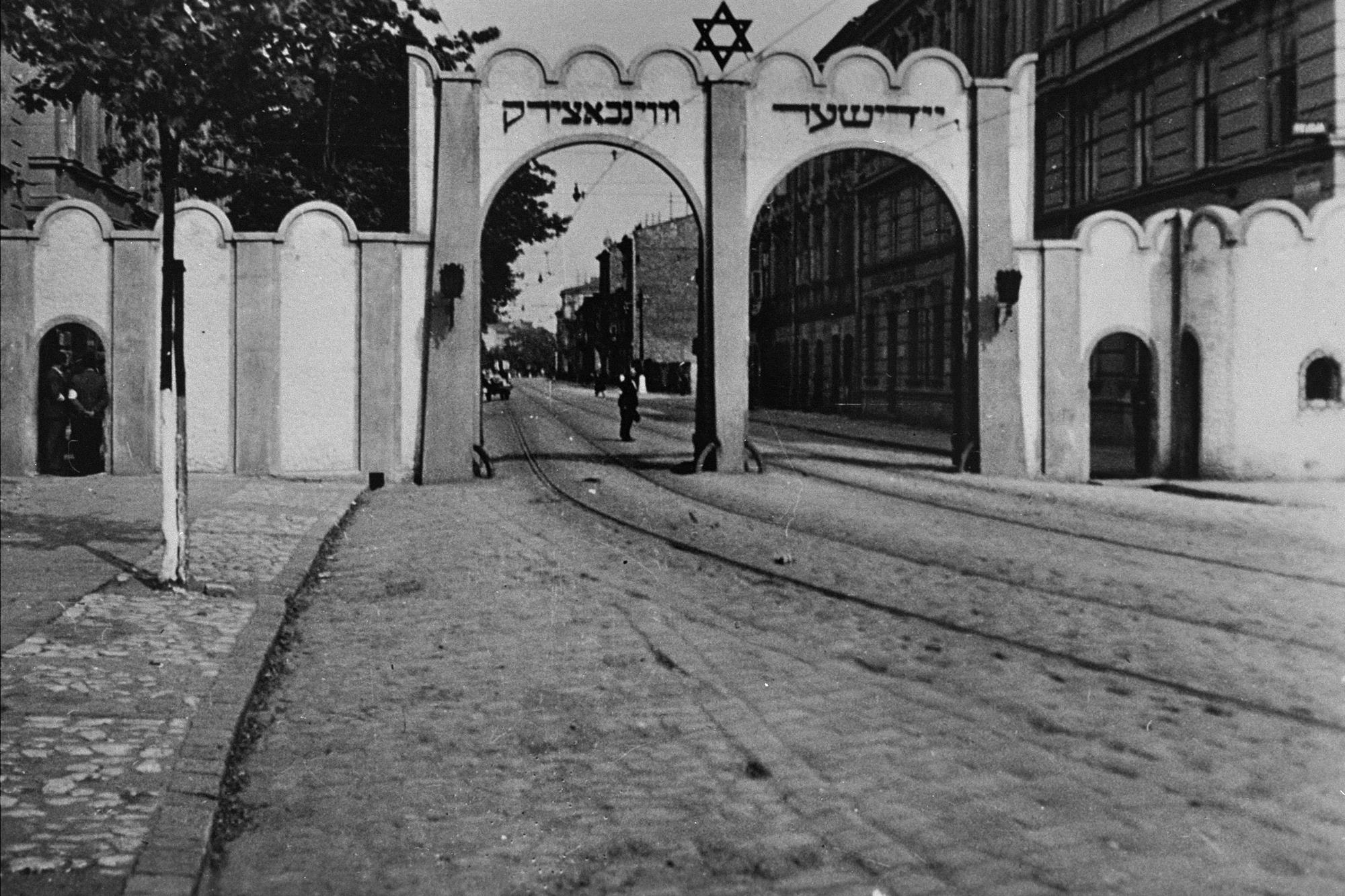
Brama prowadząca do krakowskiego getta (ok. 1941)

Po wybuchu II wojny światowej sytuacja rodziny znacznie się pogorszyła – Mojżesz Liebling pozostał w Krakowie, a żonę, syna i pasierbicę wysłał do Warszawy. Wkrótce jednak wszyscy razem zamieszkali u Marii Liebling (babki Romka) na Kazimierzu, a Romek podjął naukę w szkole. Tam najbardziej zainteresował go epidiaskop i to jak działa ten mechanizm. Po kilku tygodniach przestał uczęszczać na zajęcia, po tym jak władze okupacyjne zabroniły dzieciom żydowskim nauki w szkole. Lieblingowie trafili do utworzonego na Podgórzu getta krakowskiego i zamieszkali na rogu ulic Parkowej i Rękawki, dzieląc mieszkanie z innymi rodzinami. Matka Romka pracowała jako sprzątaczka na Wawelu, zamienionym na siedzibę generalnego gubernatora Hansa Franka. W lutym 1943 Bellę i Marię Liebling wywieziono do Auschwitz-Birkenau, gdzie zginęły.
Często wychodził z getta na aryjską stronę przez dziury w ogrodzeniu z drutu kolczastego, co ułatwiał mu jego aryjski wygląd. Czasem przyglądał się propagandowym pokazom i projekcjom niemieckich kronik filmowych. Był świadkiem likwidacji getta 13 marca 1943. Mojżesz Liebling umożliwił synowi ucieczkę, robiąc rano dziurę w ogrodzeniu, a na jego schronienie w katolickiej rodzinie przeznaczył posiadane oszczędności. Chłopiec początkowo ukrywał się jako Roman Wilk u rodziny Wilków (z którą miał być rzekomo daleko spokrewniony), która przekazała go innej krakowskiej rodzinie – Putków. Począwszy od lata 1943 mieszkał w oddalonej o około trzydzieści kilometrów od Krakowa wsi Wysoka w powiecie wadowickim, w chacie rodziny Buchałów na zboczu góry Mosiórka. Ukrywał się tam do jesieni 1944, po czym ponownie wrócił do Krakowa, do rodziny Putków. Po wkroczeniu Armii Czerwonej do Krakowa 19 stycznia 1945 przez pewien czas błąkał się po mieście. Zamieszkał następnie u spotkanego przypadkowo na ulicy stryja Stefana Lieblinga, a gdy stosunki między nimi uległy pogorszeniu, u innego stryja – Dawida Lieblinga, dzielącego mieszkanie z rodziną Horowitzów, w tym z Ryszardem Horowitzem (ur. 1939).

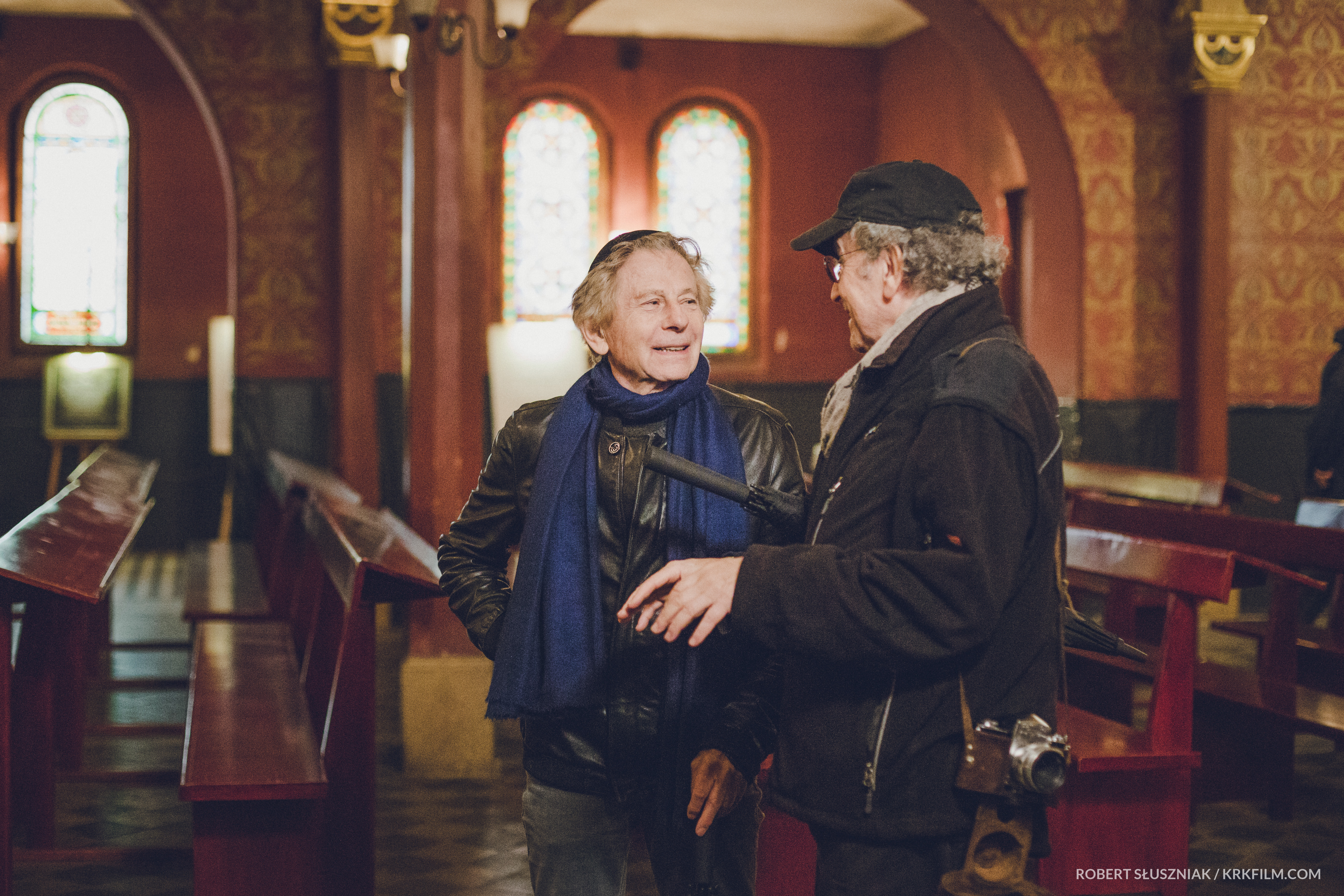
Polański i fotografik Ryszard Horowitz na planie filmu Polański, Horowitz. Czarodzieje z getta w krakowskiej synagodze (2017)

Mojżesz Liebling, który trafił do obozu koncentracyjnego w Mauthausen-Gusen, przeżył wojnę. 21 grudnia 1946 ożenił się z Wandą Zajączkowską, a pod jej wpływem zmienił nazwisko i odtąd znany był jako Ryszard Polański – Roman także zmienił nazwisko na Polański, ale przez pewien czas po wojnie używał jeszcze nazwiska Wilk. Wojnę przeżyła też Annette, która wróciwszy z obozu w Auschwitz wyjechała do Paryża. Roman, bliżej związany z matką, a w czasie wojny przyzwyczajony do samodzielności, nie utrzymywał bliskich relacji ani z ojcem, ani z młodą macochą i nie mieszkał z nimi, a w pokojach wynajmowanych u różnych rodzin.
Mimo korepetycji, miał słabe oceny w szkole, uzyskiwał jednak bardzo dobre oceny z rysunków. O swojej edukacji powiedział: „Byłem zawsze najgorszy w całej klasie, ale nauczyciele przepychali mnie, bo uważali, że jestem zdolny”. Po szkole podstawowej, przez pewien czas, ku zadowoleniu ojca, uczęszczał do górniczej szkoły zawodowej, aby zostać elektrotechnikiem, lecz nie miał motywacji do nauki. Dlatego w 1951 przeniósł się do Państwowego Liceum Sztuk Plastycznych w Krakowie, skąd został wydalony w lutym 1952, po tym, jak popadł w konflikt z dyrektorem szkoły, Włodzimierzem Hodysem. Naukę kontynuował jako wolny słuchacz w liceum plastycznym w Katowicach, dokąd dojeżdżał z Bytomia. Zdał tam maturę, mimo że przewodniczącym komisji maturalnej został Hodys, który po tygodniu wyczerpujących egzaminów kazał Polańskiemu przyjechać do Krakowa po świadectwo maturalne, a następnie rzucił je mu bez słowa przez biurko.
Latem 1945 wstąpił do harcerstwa, gdzie, mimo drobnej budowy ciała, zyskał uznanie wśród opiekunów i kolegów dzięki swojej energii. Na letnim obozie na Pomorzu w 1946 zdobył popularność, opowiadając przy ognisku historie i odgrywając sceny – jak przyznał w autobiografii z 1984 – odkrył wtedy swoje powołanie. Był również zafascynowany kinem i teatrem; wraz z nowo poznanym przyjacielem Piotrem Winowskim kolekcjonował plakaty, programy z fotosami oraz streszczeniami filmów. Po wojnie początkowo planował jednak związać swą przyszłość z zawodowym kolarstwem i przez kilka lat z zaangażowaniem trenował jazdę na rowerze, głównie na trasie Kraków-Zakopane. Ze sportu zrezygnował po traumatycznym przeżyciu w czerwcu 1949, kiedy krakowski seryjny morderca Janusz Dziuba zwabił go w odludne miejsce pod pretekstem sprzedaży roweru, po czym ciężko pobił i okradł. Po długiej rekonwalescencji Polański zaniechał kolarstwa i skierował swe zainteresowania oraz plany wyłącznie ku grze aktorskiej.

## Kariera filmowa

### Początki kariery aktorskiej
W 1948 nawiązał kontakt z Marią Biliżanką, dyrektorką krakowskiego dziecięcego zespołu teatralnego „Wesoła Gromadka”. Znalazł się w zespole, a później grał także w Państwowym Teatrze Młodego Widza (obecnie Teatrze „Bagatela”), w którym występował w rolach Żaka w Farfurce królowej Bony (1948) w reżyserii Biliżanki oraz pastuszka Wani w Synu pułku (1948) w realizacji Józefa Karbowskiego. Ta ostatnia rola zapewniła mu wyróżnienie na warszawskim festiwalu sztuk radzieckich w 1950. Wystąpił również w sztuce Cyrk Tarabumba (1950) Gwidona Miklaszewskiego, wystawionej w Teatrze „Groteska”.
W 1953 zadebiutował jako aktor w epizodycznej roli „Małego” w drugiej noweli Jacek w reżyserii Konrada Nałęckiego, będącej częścią socrealistycznego filmu Trzy opowieści (1953). Mimo że film nie był znaczący, poznał dzięki niemu dziekana łódzkiej szkoły filmowej Antoniego Bohdziewicza (kierownika artystycznego filmu) i studenta tej szkoły Andrzeja Wajdę (który miał zrealizować czwartą nowelkę, ale do tego nie doszło), a także miał możliwość przyglądać się jego powstawaniu. Mimo to władze szkół aktorskich w Krakowie i Warszawie nie chciały go przyjąć, oficjalnie z powodu niewysokiego wzrostu i chłopięcego wyglądu, a nieoficjalnie zapewne także z powodu zuchwałości i przekory. Aby uniknąć trzyletniej służby wojskowej, Polański próbował bezskutecznie dostać się na różne kierunki Uniwersytetu Jagiellońskiego i AWF w Krakowie. Następnie planował ucieczkę na Zachód – rozważał m.in. ucieczkę kajakiem na Bornholm, a także ukrycie się pod obiciem sufitu wagonu relacji Moskwa–Paryż.

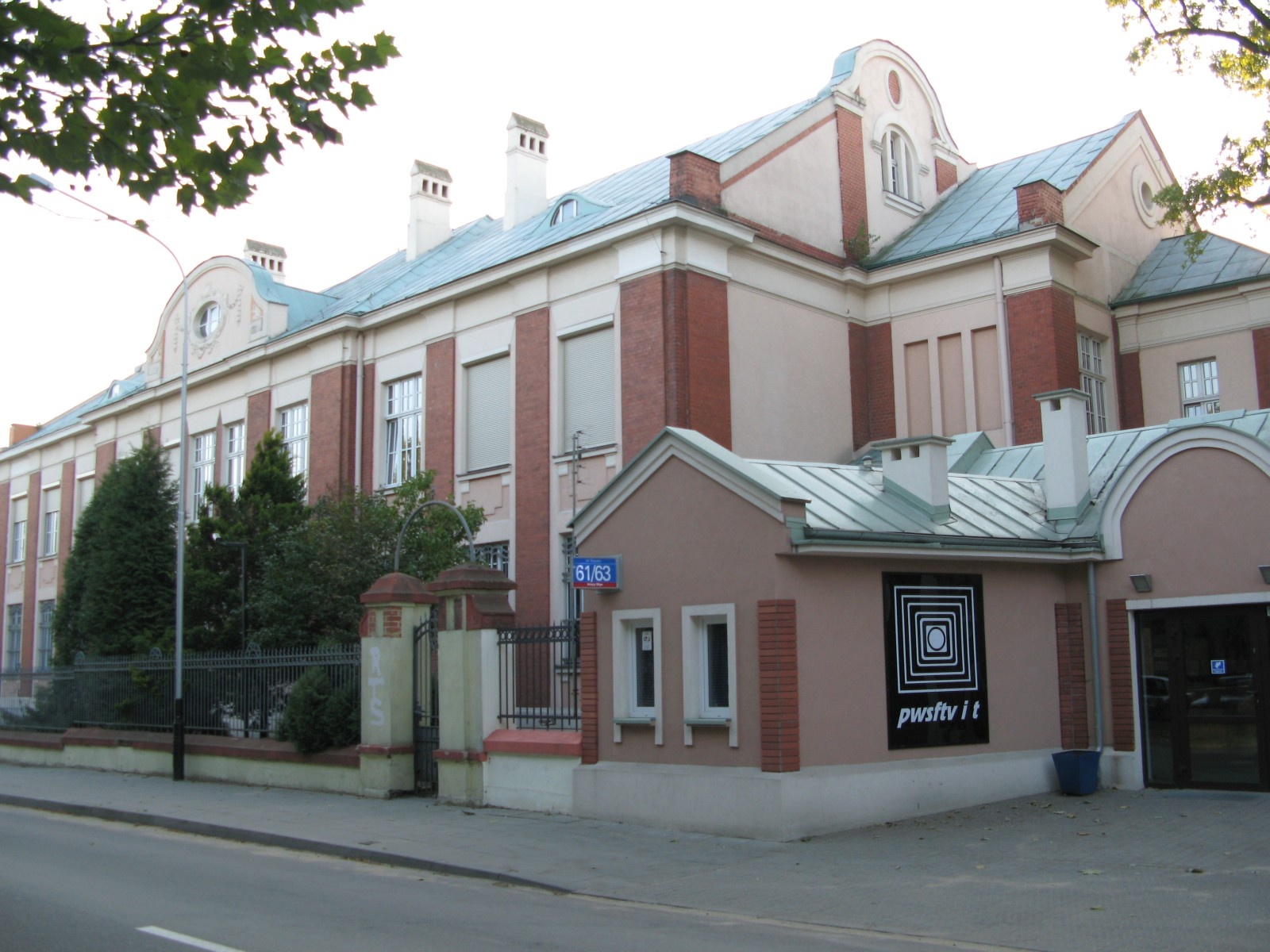
Budynek łódzkiej szkoły filmowej, której studentem był Roman Polański

Dzięki roli Mundka w pełnometrażowym debiucie fabularnym Wajdy Pokolenie (1954) uniknął służby w wojsku. Następnie zagrał Adasia w Zaczarowanym rowerze (1955) Silika Sternfelda. Wówczas zdecydował się zająć reżyserią. W 1954 został przyjęty na Wydział Reżyserii Państwowej Wyższej Szkoły Filmowej w Łodzi.

### Studia w łódzkiej szkole filmowej i filmy krótkometrażowe
Łódzka szkoła filmowa, założona w 1948, była oazą wolności w kraju rządzonym przez władze partii. Polański poznał tu nie tylko filmy radzieckich klasyków, stawiane studentom za wzór, ale też produkcje z Francji, Włoch, Wielkiej Brytanii i Stanów Zjednoczonych, niedostępne w polskich kinach. Największe wrażenie zrobiły na nim filmy twórców takich jak: Orson Welles (Obywatel Kane, 1941), Laurence Olivier (Hamlet, 1948), Carol Reed (Niepotrzebni mogą odejść, 1947, Trzeci człowiek, 1949), Lewis Milestone (Myszy i ludzie, 1939), Akira Kurosawa (Rashomon, 1950), László Benedek, Elia Kazan, Billy Wilder, Fritz Lang, Luis Bunuel, Federico Fellini. Nawiązał tu liczne przyjaźnie, także z artystami, z którymi współpracował później nie tylko w Polsce, ale i za granicą. Studiowali razem z nim m.in. Jakub Goldberg, Henryk Kluba, Andrzej Kondratiuk i Andrzej Kostenko. Zawierał też znajomości poza szkołą filmową – z tak różnymi osobami jak pianista jazzowy Krzysztof Komeda, pisarze Marek Hłasko i Jerzy Kosiński, czy znany z hulaszczego trybu życia Wojciech Frykowski.
Pierwszą etiudą nakręconą przez Polańskiego był Rower (1955), w którym wykorzystał wypadek sprzed kilku lat, kiedy został brutalnie pobity przez Janusza Dziubę. Film jednak nie zachował się do czasów współczesnych – wywołany w warszawskim laboratorium materiał został omyłkowo przesłany do Moskwy, gdzie zaginął. Nakręciwszy później wprawki realizacyjne w postaci etiud Morderstwo (1956) oraz Uśmiech zębiczny (1957), dał się już wtedy poznać jako reżyser skoncentrowany na tematach takich jak przemoc, morderstwo oraz podglądactwo.
W 1957 odwiedził w Paryżu siostrę Annette, która była już mężatką i miała córkę. Po powrocie do Łodzi imponował znajomością granych we Francji filmów i stał się ekspertem w sprawach tańca i mody. Wywołał skandal filmem Rozbijemy zabawę (1957) – przy kręceniu etiudy zorganizował zabawę taneczną dla kolegów ze studiów, a przed jej rozpoczęciem umówił się z bandą miejscowych chuliganów, żeby w odpowiednim momencie wtargnęli na teren szkoły i wszczęli bójkę. Całe zdarzenie nagrał na kamerze, a za eksperyment otrzymał naganę rady pedagogicznej. Sam wystąpił w roli chuligana Małego w dyplomowym filmie Koniec nocy (1957) Juliana Dziedziny, Pawła Komorowskiego oraz Walenty Uszyckiej.
Pierwszym upublicznionym filmem Polańskiego była nakręcona w Gdańsku i Sopocie etiuda Dwaj ludzie z szafą (1958). Muzykę do niej skomponował Krzysztof Komeda, a w głównych rolach wystąpili Henryk Kluba i Jakub Goldberg. Polański zagrał natomiast jednego z chuliganów, atakujących w brutalny sposób pokojowo nastawionych mężczyzn dźwigających szafę. Dzięki temu filmowi po raz pierwszy został nagrodzony na kilku festiwalach filmowych (m.in. w Brukseli, Oberhausen i San Francisco). Jego kolejnymi filmami krótkometrażowymi, opartymi na grotesce, były Gdy spadają anioły (1959) i Lampa (1959). Pierwszy ukazywał smutne życie kobiety pracującej w szalecie, a drugi płonącą pracownię lalkarską. W tym czasie grał też drobne role, m.in. w filmach Andrzeja Wajdy, Andrzeja Munka oraz Janusza Morgensterna.
Ukończył łódzką szkołę filmową bez dyplomu, gdyż nie napisał pracy teoretycznej – chciał zostać reżyserem pełnometrażowego filmu kinowego. Dzięki pośrednictwu Jerzego Bossaka, kierownika artystycznego w Zespole Realizatorów Filmowych „Kamera”, otrzymał w 1959 zlecenie na napisanie scenariusza do filmu pełnometrażowego. Komisja Ocen Scenariuszy nie zaakceptowała jednak projektu, napisanego wspólnie z Jerzym Skolimowskim i Jakubem Goldbergiem, gdyż nie miał „wymowy społecznej”. Został asystentem Munka, który w 1959 kręcił film Zezowate szczęście (1960) i zagrał w nim niewielką rolę korepetytora. Następnie poleciał na rok do Francji w towarzystwie swojej nowo poślubionej żony Barbary Kwiatkowskiej, która otrzymała rolę w filmie La Milieme fenetre (1960) Roberta Ménégoza. Tam też nakręcił krótkometrażowy film Gruby i chudy (1961, Le gros et le maigre), w którym zagrał rolę biednego sługi poniżanego przez swego tłustego pana (Andrzej Katelbach). Na początku 1961 wrócił do Polski i zrealizował w zimowych plenerach wsi Kiry krótkometrażowy film Ssaki (1962) o dwóch ludziach kłócących się o to, kto kogo ma wieźć na sankach.

### Pierwsze filmy pełnometrażowe (1961–1967)

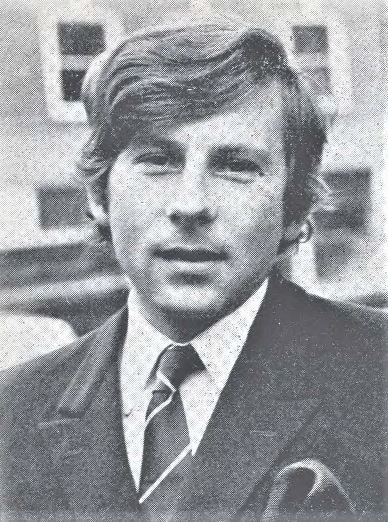
Polański (1969)

W 1961, po ponownym pobycie w Paryżu, wrócił do Łodzi na prośbę Jerzego Bossaka, który powiadomił go o zgodzie na realizację Noża w wodzie (1962), po tym jak Polański przerobił scenariusz filmu przygotowywany dwa lata wcześniej. Film kręcony był latem 1961 na Mazurach. Po zakończeniu zdjęć operator Jerzy Lipman prowadząc samochód uderzył w drzewo – Polański jadący jako pasażer doznał złamania kości podstawy czaszki i trafił na dwa tygodnie do szpitala. Psychodrama rozgrywająca się między zamożnym małżeństwem (Leon Niemczyk, Jolanta Umecka) a tajemniczym młodzieńcem (Zygmunt Malanowicz) została ostro oceniona przez krytyków polskich. O ile strona formalna filmu nie budziła zarzutów, Nóż w wodzie potępiano powszechnie za promowanie zachodnich wzorców, a oficjalnie dzieło Polańskiego zrugał nawet I sekretarz KC PZPR Władysław Gomułka. Jednakże paradoksalnie Nóż w wodzie stał się pierwszym obficie nagradzanym filmem debiutanta, zdobywając Złotą Kaczkę dla najlepszego filmu, nagrodę FIPRESCI na Festiwalu Filmowym w Wenecji oraz pierwszą polską nominację do Oscara za film nieanglojęzyczny. Mimo to niechęć polskich krytyków do filmu, motywowana wówczas osobą reżysera, zmusiła Polańskiego do wyjazdu z Polski.
Po wyjeździe z Polski i po rozwodzie z Barbarą Kwiatkowską znalazł w Paryżu pomoc ze strony scenarzysty Gérarda Bracha, z którym niebawem nawiązał długoletnią przyjaźń. Jednak pomysły na scenariusze, którymi Polański dzielił się z Brachem (m.in. Czekając na Katelbacha, z którego narodziła się Matnia), nie znajdowały przychylności francuskich producentów. Nóż w wodzie nie odniósł sukcesu frekwencyjnego we Francji, toteż Polański i Brach postanowili zrealizować w Amsterdamie epizod filmu nowelowego Najpiękniejsze oszustwa świata (Les plus belles escroqueries du monde, 1964). Dopiero przychylny odbiór noweli zwrócił na Polańskiego uwagę krytyków, co wespół z rosnącą popularnością Noża w wodzie zapewniło reżyserowi możliwość nakręcenia kolejnego filmu w Wielkiej Brytanii. Został zaproszony do Londynu przez Gene’a Gutowskiego, producenta filmowego także żydowskiego pochodzenia z przedwojennej Polski. Mimo planu nakręcenia filmu pt. Jeśli przyjdzie Katelbach (na podstawie scenariusza napisanego razem z Brachem) został namówiony przez Gutowskiego, aby jako pierwszy film anglojęzyczny stworzyć produkcję o głośnym przekazie. Nawiązawszy współpracę z producentami Michaelem Klingerem i Tonym Tenserem, Polański i Brach w siedemnaście dni napisali scenariusz do filmu Wstręt (Repulsion, 1965), pierwotnie zatytułowany Lovelihead. Główną rolę młodej kobiety cierpiącej na schizofrenię paranoidalną oraz lęk przed mężczyznami reżyser powierzył Catherine Deneuve. Wstręt odniósł sukces międzynarodowy i zapewnił Polańskiemu nagrodę FIPRESCI oraz Srebrnego Niedźwiedzia na Berlinale. Jak pisał Peter Bradshaw w dzienniku „The Guardian”: „ten niezwykle odrażający, przerażająco przekonujący dreszczowiec psychologiczny jest rzadkością – strasznym filmem, w którym to kobieta popełnia zbrodnię”.
Sukces Wstrętu sprawił, że Tensor i Klinger zgodzili się na realizację kolejnego filmu Polańskiego i Bracha. Matnia (Cul-de-sac, 1966) została nakręcona na wysepce Lindisfarne w hrabstwie Northumberland, gdzie znajdował się zamek służący jako rekwizyt dla psychodramy rozgrywającej się między czworgiem bohaterów. Młoda kobieta (Françoise Dorléac) oraz jej zniewieściały mąż (Donald Pleasence) muszą w filmie stawić czoła dwóm gangsterom, którzy z wolna terroryzują parę. Film nawiązywał do sztuk teatralnych Samuela Becketta, z których zapożyczona została poetyka teatru groteski; rozprawa głównych bohaterów z gangsterami przybiera niespodziewany charakter, skutkując zarazem rozpadem małżeństwa. Rolę żony zagrała siostra Deneuve, Françoise Dorléac. Matnia została z entuzjazmem przyjęta przez krytyków, zdobywając na Berlinale tym razem Złotego Niedźwiedzia dla najlepszego filmu. Jonathan Rosenbaum uznał Matnię za „jedno z najlepszych i najczystszych dzieł” Polańskiego. Po sukcesie Wstrętu i Matni Polański stał się jednym z najbardziej znanych reżyserów. Dbał umiejętnie o swój wizerunek, tak by interesowały się nim media i paparazzi – kupił w prestiżowej londyńskiej dzielnicy Belgravia dom szeregowy i wyposażył go w niezwykłe sprzęty (jak manekin na czworakach ze szklanym blatem służący jako stół), jeździł luksusowymi samochodami, odwiedzał nocne kluby w towarzystwie pięknych kobiet, prowokował podczas konferencji i publicznych wystąpień.
Bal wampirów (Dance of the Vampires, 1967), koprodukcja brytyjsko-amerykańska (na zlecenie amerykańskiego producenta Martina Ransohoffa), stanowiła odskocznię od poważnej tematyki Wstrętu i Matni. Komedia ta parodiowała krwawe brytyjskie horrory z wytwórni Hammer Films i dekonstruowała konwencje kina grozy (na przykład próba egzorcyzmu na jednym z wampirów kończy się niepowodzeniem ze względu na żydowski rodowód tego ostatniego). Polański wystąpił w niej w roli niezgrabnego ucznia pogromcy wampirów, w którego wcielił się Jack MacGowran. Jedna z ról żeńskich przypadła Sharon Tate, która stała się niebawem żoną Polańskiego. Jednakże sam film, poddany sporej ingerencji ze strony Ransohoffa (wyciętych zostało ponad 20 minut oryginalnego materiału) oraz przemianowany na Nieustraszonych pogromców wampirów (The Fearless Vampire Killers), okazał się zwłaszcza w Stanach Zjednoczonych klęską artystyczną; Roger Ebert z przekąsem pisał, że podczas seansu kinowego, w którym uczestniczył, nikt się nie śmiał, a „jedna czy dwie osoby wręcz płakały”. 108-minutowa wersja reżyserska natomiast została ciepło przyjęta we Francji oraz we Włoszech.
Po nakręceniu trzech filmów Polański wraz z producentem Genem Gutowskim założyli w Londynie firmę produkcyjną, początkowo funkcjonującą pod nazwą Gupol, a potem przemianowaną na Cadre Films. Obaj podpisali też kontrakt z amerykańską wytwórnią Paramount Pictures z Hollywood na kilka filmów.

### Okres amerykański (1968–1976)
W 1968 wraz z Tate i Komedą wyjechał do Hollywood, gdzie nawiązał współpracę z producentem Robertem Evansem. Ten dał mu maszynopis powieści grozy Dziecko Rosemary (Rosemary’s Baby) Iry Levina, który spodobał się Polańskiemu i został przezeń osobiście poddany obróbce scenariuszowej. Główna bohaterka nakręconego w 1968 filmu pod tym samym tytułem – Rosemary Woodhouse (Mia Farrow) zamieszkuje z mężem Guyem (John Cassavetes) w starej kamienicy, a ich sąsiadami są Castevetowie – starsze małżeństwo, zachowujące się podejrzanie. Rosemary w nocy ma koszmar, że została zgwałcona przez diabła, ale Guy twierdzi, że to on się z nią kochał. Kobieta przestaje ufać sąsiadom i mężowi. Dowiaduje się, że jej dziecko urodziło się martwe, ale kiedy zakrada się do mieszkania sąsiadów, słyszy płacz niemowlęcia, czczonego jako syna szatana. Dziecko Rosemary zyskało opinię arcydzieła horroru satanistycznego o feministycznej tonacji. Uwagę recenzentów zwróciła skomponowana przez Komedę melodia kołysanki, która była jego ostatnią pracą dla Polańskiego i przedostatnim podkładem muzycznym do filmu. Film odniósł także największy w karierze Polańskiego sukces kasowy, przynosząc dochód od 35 do 40 razy większy niż budżet w wysokości 2,3 miliona dolarów.
Po filmie Dziecko Rosemary wraz z Gutowskim planowali nakręcić film biograficzny opowiadający o życiu skrzypka Niccola Paganiniego jednak mimo napisania scenariusza przez Ennia De Conciniego do realizacji nie doszło. Podobnie nie doszło do finalizacji westernu pt. Daisy and Maisy według przetłumaczonego scenariusza Gérarda Bracha oraz filmu pt. Donner Pass według pracy Ivana Moffata. W 1968 Polański został zaproszony do jury 21. MFF w Cannes, ale z powodu wydarzeń maja 1968 festiwal przerwano i nie przyznano w tym roku nagród. Napisał także scenariusz do filmu Dzień na plaży (A Day at the Beach, 1970), którego został również producentem. Kameralny film wyreżyserowany przez Marokańczyka Simona Heserę i nakręcony w Danii nie odniósł sukcesu.
Wstrząs dla Polańskiego stanowiło zabójstwo Sharon Tate i ich wspólnych przyjaciół dokonane w sierpniu 1969 w Los Angeles przez grupę Charlesa Mansona. Po osobistej tragedii Polański wraz z Dickiem Sylbertem podjął pracę nad filmem Day of the Dolphin (pol. Dzień delfina), jednak ostatecznie z uwagi na swój stan wycofał się (reżyserem został Mike Nichols). Od 1969 wraz z Gutowskim odsprzedali prawa do powieści Niebieska gitara (Blue Guitar) i mieli zostać koproducentami ekranizacji, reżyserowanej przez Rogera Vadima z rolami głównymi Jane i Peter Fonda, ostatecznie niezrealizowanej. Potem zdecydował się zrealizować adaptację szekspirowskiej sztuki Makbet. Tragedia Makbeta (Macbeth, 1971), szesnasta filmowa transpozycja sztuki, była oceniana przez recenzentów jako wyjątkowo brutalna i „surowa w swej umotywowanej przemocy”, ponadto oddawała „zimny, barbarzyński klimat sztuki Szekspira”. National Board of Review uznała Tragedię Makbeta Polańskiego za najlepszy film roku.
W 1972 wyjechał do Włoch, gdzie na podstawie scenariusza Bracha, na zlecenie producenta Carla Pontiego nakręcił kolejny film traktujący o obłędzie. Główna bohaterka filmu Co? (Che?, 1972), ucieleśniana przez Sydne Rome, udaje się do willi śródziemnomorskiej zamieszkanej przez ekscentryczne osobowości. Film Polańskiego i Bracha miał w zamierzeniu przypominać enigmatyczne powieści Lewisa Carrolla Alicja w Krainie Czarów oraz Po drugiej stronie lustra, nie miał jednak powodzenia u krytyków. Polańskiemu zarzucano powielanie konwencji komedii absurdu, które reżyser wyśmiał w Matni, a wraz z upływem czasu także seksistowskie dialogi. Ebert drwił: „Zastanawiam się, ile Carlo Ponti dał Romanowi Polańskiemu za ten film. 10 centów było pewnie drożyzną”.
Po realizacji Czego? producent Robert Evans wespół z aktorem Jackiem Nicholsonem nakłonił Polańskiego do nakręcenia filmu Chinatown (1974), do którego opasły scenariusz napisał Robert Towne. Bohater Chinatown, prywatny detektyw J.J. Gilles (Nicholson), zostaje wplątany w piętrową intrygę, która ujawnia korupcję panującą na najwyższych szczeblach w Los Angeles oraz plany pozbawienia miasta dostępu do wody. Towne oparł scenariusz na prawdziwej historii milionera Williama Mulhollanda, który zbił majątek na nawadnianiu pól kalifornijskich. Towne pisał scenariusz z myślą o Nicholsonie, a Polański przy doborze obsady uwzględnił również Faye Dunaway jako Evelyn Mulwray (inicjatorkę zlecenia) oraz Johna Hustona jako jej makiawelicznego ojca. Wystąpił gościnnie w roli zbira, który nacina Gillesowi jego nozdrze za pomocą noża. Polański również, wbrew woli Towne’a, dokręcił pesymistyczne zakończenie utworu. Film zilustrowany muzyką Jerry’ego Goldsmitha odniósł olbrzymi sukces artystyczny; Chinatown nominowany został w 11 kategoriach do Oscara (statuetkę odebrał jedynie Towne) oraz zdobył cztery Złote Globy (dla Evansa za produkcję, Towne’a za scenariusz, Polańskiego za reżyserię oraz Nicholsona za pierwszoplanową rolę męską). W plebiscycie czytelników „Guardiana” z 2010 Chinatown zwyciężył jako najlepszy film wszech czasów.
W 1976, ponownie wyjechawszy do Europy, nakręcił w koprodukcji francusko-amerykańskiej film Lokator (The Tenant), również oparty na scenariuszu Bracha, który z kolei był adaptacją powieści Rolanda Topora Chimeryczny lokator (1964). Reżyser wcielił się w filmie w pierwszoplanową rolę imigranta z Polski, Trelkovsky’ego, który zamieszkuje w kamienicy wśród wścibskich i opresyjnych sąsiadów. Coraz większa ingerencja sąsiadów w życie Trelkovsky’ego doprowadza go do szczytu paranoi. Lokator wywołał początkowo ożywioną dyskusję; o ile Ebert poczuł się zakłopotany filmem Polańskiego, Ben Sachs uznał Lokatora za film zabarwiony czarnym humorem oraz „prawdopodobnie najbardziej kafkowski ze wszystkich filmów reżysera”, a Kim Morgan dopatrzyła się w nim nawet tropów prowadzących do Dostojewskiego. Współcześnie Lokator uznawany jest za arcydzieło Polańskiego, a także „jedno z najmroczniejszych i najbardziej osobistych przedstawień obłędu psychicznego kiedykolwiek zaadaptowanych na film”.

### Okres angielsko-francuski: koniec XX wieku (1977–2000)
Po realizacji Lokatora otrzymał w 1976 francuskie obywatelstwo. Na zaproszenie Bawarskiej Opery Narodowej wyjechał do Monachium, gdzie wystawił Rigoletto Giuseppe Verdiego. Premiera Rigoletta w październiku 1976 w monachijskim Teatrze Narodowym została owacyjnie przyjęta przez publiczność. Wówczas otrzymał propozycję przełożenia na język filmu książki Pierwszy grzech główny (1973) Lawrence’a Sandersa, na podstawie której scenariusz miał napisać Towne. Powróciwszy wówczas do Stanów Zjednoczonych, planował ubiegać się o zieloną kartę, jednak po skandalu związanym z oskarżeniem o molestowanie seksualne Samanthy Gailey dalsza kariera w Stanach Zjednoczonych okazała się niemożliwa.
Mimo kontrowersji związanych ze sprawą Gailey, dzięki pomocy ze strony francuskiego reżysera i producenta Claude’a Berriego, zdecydował się zrealizować adaptację powieści Thomasa Hardy’ego Tess d’Ubervillle (1891). W 1979 nakręcił w plenerach normandzkich i bretońskich film Tess, poświęcony piętnu odrzucenia przez społeczność, któremu nadał rysy autobiograficzne. Adaptacja Hardy’ego przedstawiała losy upadłej arystokratki (Nastassja Kinski), która zostaje zgwałcona przez fałszywego protektora podającego się za jej dalekiego krewnego. Polański wybrał Kinski jako odtwórczynię głównej roli, gdyż przypominała mu ona Sharon Tate, zwłaszcza że obie miały urodziny tego samego dnia, 24 stycznia. Jednakże proces produkcji Tess był dla reżysera trudnym doświadczeniem; łączny budżet filmu opiewał na 10 milionów dolarów. Przed katastrofą finansową filmu, którą zapowiadały mało życzliwe recenzje we Francji, uratowała Tess dystrybucja w Stanach Zjednoczonych i Wielkiej Brytanii. Tess została nagrodzona trzema Oscarami (za scenografię, zdjęcia i kostiumy), Złotym Globem dla najlepszego filmu oraz trzema Cezarami; w tym ostatnim przypadku również Polański znalazł się wśród nagrodzonych.

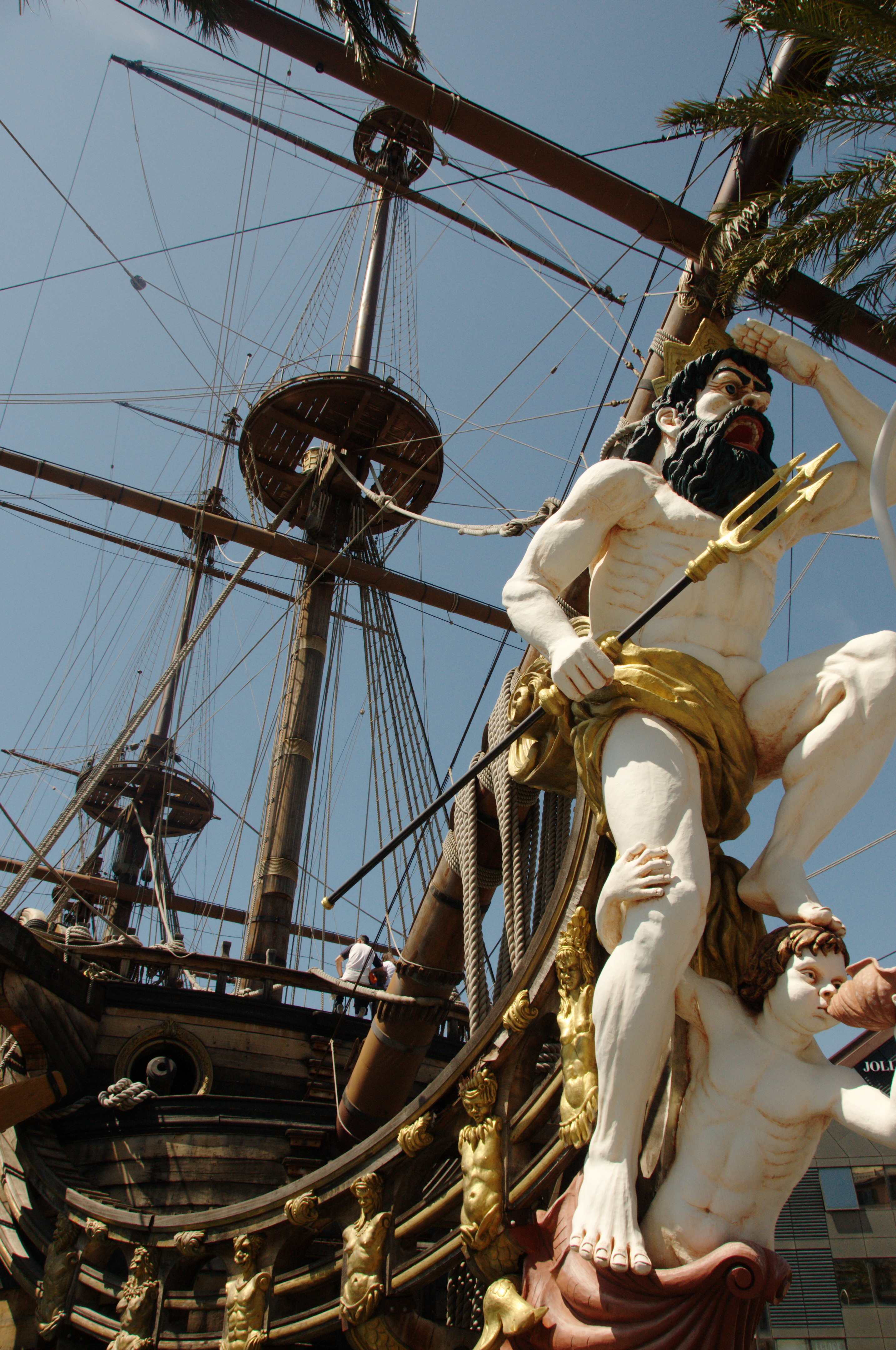
Statek będący rekwizytem z filmu Piraci (1986)

W 1981 na krótko powrócił do Polski, gdzie wystawił w warszawskim Teatrze na Woli Amadeusza Petera Shaffera, dwa lata przed filmem Miloša Formana. Wystąpił jednocześnie jako odtwórca głównej roli Mozarta. Gdy jednak wyjechał do Paryża w grudniu 1981, wskutek ogłoszenia stanu wojennego swobodna działalność artystyczna w Polsce okazała się niemożliwa. Zbyt późno podjął decyzję, by zekranizować sztukę Shaffera, za jej reżyserię bowiem zabrał się Forman. W międzyczasie w 1984 opublikował nakładem wydawnictwa William Morrow and Company swoją autobiografię w języku angielskim pod tytułem Roman, przetłumaczoną na język polski przez Kalinę i Piotra Szymanowskich w 1989 . Okres jego długiej nieobecności w świecie filmu został przerwany wtedy, gdy otrzymał szansę na reżyserię planowanego od 1974 filmu marynistycznego pod tytułem Piraci (1986). Kręcony w Tunezji z udziałem Waltera Matthau film rozczarował krytyków, okazując się zarówno artystyczną, jak i komercyjną porażką; przyczyna złego odbioru Piratów tkwiła w porównaniach z filmem Kapitan Blood (1935) Michaela Curtiza – na niekorzyść Polańskiego. Paul Werner puentował: „To, co w Balu wampirów tak wspaniale się sprawdziło, tu poszło na dno z całą załogą”.
Po klęsce Piratów, poznawszy modelkę Emmanuelle Seigner, zdecydował się nakręcić bardziej kameralny, pozbawiony elementów kostiumowych thriller psychologiczny. Dzięki pomocy Bracha opracował projekt kolejnego filmu o roboczym tytule The Paris Project. Do udziału w projekcie o budżecie opiewającym na 20 milionów dolarów, który ostatecznie otrzymał tytuł Frantic (1988), Polański nakłonił Harrisona Forda. Inspirowany dziełami Alfreda Hitchcocka i Fritza Langa film ukazywał losy kardiologa (Ford), którego żona podczas wizyty w Paryżu znika w niewyjaśnionych okolicznościach. Oprócz zdjęć w oryginalnej scenerii Paryża ekipa filmowa zbudowała w atelier kopię dyskoteki Les Bains-Douches oraz klubu Chez Régine. Frantic był chwalony za sprawną reżyserię, choć zdarzały się głosy rozczarowania brakiem surrealizmu, z którego Polański był znany.
W 1991 przewodniczył jury 44. Międzynarodowego Festiwalu Filmowemu w Cannes, które nagrodziło Złotą Palmą film Barton Fink autorstwa Joela i Ethana Coenów. Decyzja jury wzbudziła kontrowersje, gdyż film Coenów został uhonorowany również nagrodami dla najlepszego reżysera oraz najlepszego aktora (John Turturro).
W 1992, z inspiracji Fatalnym zauroczeniem (1987) Adriana Lyne’a, Polański zdecydował się zmienić estetykę swoich filmów. Francuski producent Alain Sarde zaproponował mu adaptację powieści Pascala Brucknera Gorzkie gody. Scenariusz Polański i Brach opracowali wspólnie z angielskim pisarzem Johnem Brownjohnem, aktualizując treść powieści silnie zakorzenionej w latach 70. XX wieku. Ponadto na przekór Brucknerowi wprowadził do pierwowzoru literackiego elementy wielokulturowości, której francuski pisarz szczerze nienawidził. Gorzkie gody (Bitter Moon) ukazały się ostatecznie w 1992. Nominalnie głównym bohaterem filmu jest młode małżeństwo odbywające rejs statkiem, którego zmęczony życiem pasażer (Peter Coyote) opowiada pruderyjnemu młodzieńcowi (Hugh Grant) szczegóły ze swojego życia intymnego. Film opowiadany jest jednak głównie z perspektywy postaci granej przez Coyote’a. Gorzkie gody wzbudziły mieszane reakcje krytyków: część z nich uznawała film za spełnienie reżysera, inni – za utwór groteskowo napisany, źle zagrany i nazbyt melodramatyczny. Krytycy porównywali film Polańskiego z dziełem Louisa Malle’a Skaza (Damage, 1992), na korzyść tego ostatniego. Mimo to w pewnych kręgach Gorzkie gody zostały uznane za film kultowy, prawem powiedzenia „low porn but high art”.
W 1993 wcielił się w jedną z pierwszych ról pierwszoplanowych w filmie innego reżysera, Czystej formalności (Una pura formalita) Giuseppe Tornatore. Polański zagrał przebiegłego inspektora, który aresztuje nieodnoszącego sukcesów twórczych pisarza (Gérard Depardieu). W 1994 przeniósł na ekrany kin sztukę Ariela Dorfmana Śmierć i dziewczyna (Death and the Maiden). Kameralny utwór poświęcony jest konfrontacji żony południowoamerykańskiego prawnika (granej przez Sigourney Weaver) z jego gościem (Ben Kingsley), w którym kobieta rozpoznaje swojego dawnego oprawcę z czasów wojennych. Adaptacja sztuki Dorfmana została doceniona przez krytyków za klaustrofobiczny klimat oraz drugoplanową rolę Stuarta Wilsona, który ucieleśniał zakłopotanego męża dawnej ofiary. W porównaniu z pozbawioną konkretnego zakończenia sztuką Dorfmana film Polańskiego cechowała bardziej prowokująca końcówka, w której domniemany sprawca zaprowadzony nad przepaść przyznaje się do winy i zostaje puszczony wolno. W recenzjach sugerowano, że reżyser nadał postaci granej przez Kingsleya autobiograficzne rysy.
W 1996 zamierzał podjąć próbę nakręcenia filmu sensacyjnego o starciu dwóch sobowtórów, w którym w podwójnej roli wystąpiłby John Travolta. Jednak reżyserowi nie udało się porozumieć z amerykańskim aktorem, który odmówił dalszej współpracy z Polańskim. Rok później Travolta zagrał wraz z Nicolasem Cage’em w podobnej roli w filmie Johna Woo Bez twarzy (Face/Off, 1997). Polański musiał wobec tego poświęcić się reżyserii krótkometrażowych filmów, na przykład pięciominutowego teledysku Gli angeli (1996) do piosenki włoskiego muzyka Vasca Rossa. W 1996 przewodniczył również jury 53. Międzynarodowego Festiwalu Filmowego w Wenecji, które nagrodziło Złotym Lwem film Michael Collins w reżyserii Neila Jordana. Kontrowersje wzbudziła decyzja o przyznaniu statuetki dla najlepszej aktorki, 4-letniej wówczas, Victoire Thivisol za rolę w filmie Ponette Jacques’a Doillona.
W 1997 zainteresował się scenariuszem Enriquego Urbizu do książki Artura Péreza-Revertego pt. „Klub Dumas”. Zaprosiwszy do współpracy Johna Brownjohna, dokonał drastycznych zmian w scenariuszu. Postać antykwariusza, który otrzymuje książkę napisaną jakoby przez Szatana i staje się celem tajemniczej sekty, z dobrze ubranego Hiszpana przerodziła się w wyluzowanego nowojorczyka (rolę tę otrzymał Johnny Depp). Film trafił do kin pod nazwą Dziewiąte wrota (The Ninth Gate, 1999) i został chłodno przyjęty przez krytyków. Polańskiemu wytykano bezpośrednią inspirację Oczyma szeroko zamkniętymi (1996) Stanleya Kubricka, a nawet powielanie formuły Frantica.
11 marca 1998 został wybrany członkiem francuskiej Académie des beaux-arts (zwanej Akademią Nieśmiertelnych), ceremonia odbyła się w grudniu 1999 w Paryżu, natomiast Szpadę Honoru z tej okazji zaprojektował jego przyjaciel Gene Gutowski, zaś wygrawerowane na niej motto podał sam Polański: „Nihil magnum sine ardore” („nie można osiągnąć wielkości bez pasji”).

### Okres angielsko-francuski: początek XXI wieku (2001–2020)

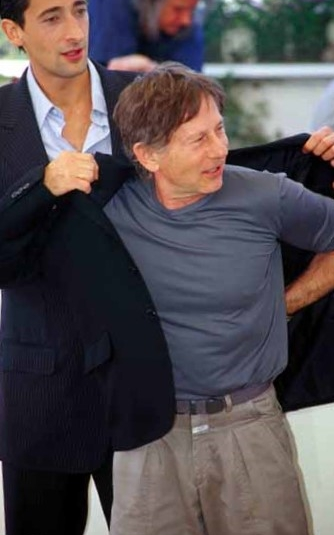
Polański (2002); w tle Adrien Brody, odtwórca roli Władysława Szpilmana w filmie Pianista

Po klęsce Dziewiątych wrót zdecydował się dokonać zwrotu w swojej twórczości. Za sprawą Iana Burlinghama jesienią 1999 przeczytał angielski przekład autobiografii Władysława Szpilmana, kompozytora, który dzięki życzliwym mu ludziom przetrwał inwazję niemiecką na Polskę, pobyt w getcie warszawskim oraz zniszczenie stolicy Polski w wyniku powstania warszawskiego. O ile pierwszą próbę nakręcenia dziejów Szpilmana podjęto tuż po II wojnie światowej, w wyniku ingerencji władz komunistycznych powstał film Miasto nieujarzmione (1950), który miał niewiele wspólnego z pierwotnym materiałem. Gorącym orędownikiem ekranizacji losów Szpilmana był Gene Gutowski, który planując reżyserię Polańskiego nad będącym dopiero w sferze marzeń filmem, spotykał się już w tej sprawie z głównym bohaterem opowieści. Polański, podjąwszy próbę uchwycenia losów Szpilmana, zdecydował się nie powtórzyć błędu polegającego na rezygnacji z nakręcenia ekranizacji książki Thomasa Keneally’ego Lista Schindlera (powieść wyreżyserował Steven Spielberg w 1993). W koprodukcji brytyjsko-niemiecko-francusko-polskiej Polański nakręcił film wojenny Pianista (The Pianist, 2002) na podstawie scenariusza Ronalda Harwooda. W rolę Szpilmana wcielił się Adrien Brody, a operatorem zdjęć został Paweł Edelman. Pomimo negatywnych recenzji w Polsce oraz we Francji, Pianista spotkał się z uznaniem anglosaskich krytyków. Film odniósł spory sukces artystyczny, zdobywając Złotą Palmę na 55. MFF w Cannes, siedem Cezarów oraz trzy Oscary (za najlepszą reżyserię, scenariusz adaptowany oraz rolę męską). Przy budżecie 35 milionów dolarów Pianista przyniósł 120 milionów dolarów dochodów. Praca nad tym filmem była swego rodzaju zwieńczeniem współpracy filmowej Gutowskiego i Polańskiego po ponad 40 latach od jej podjęcia.
Na fali sukcesu Pianisty Polański zjawił się w Polsce, gdzie zagrał istotną rolę drugoplanową fircykowatego Papkina w Zemście (2002) Andrzeja Wajdy na podstawie komedii Aleksandra Fredry. To właśnie w Zemście Polański śpiewał piosenkę pod tytułem Oj kot, której fragment został wykorzystany w singlu promującym film. W 2005, współpracując z Harwoodem jako scenarzystą, ukończył film Oliver Twist. Adaptacja powieści Charlesa Dickensa, opowiadająca o osieroconym chłopcu wegetującym w londyńskich slumsach, pomijała bądź upraszczała szereg zawikłanych wątków pierwowzoru literackiego. Realizacja filmu kosztowało blisko 60 milionów dolarów, jednak nakłady finansowe się nie zwróciły, bo film przyniósł zaledwie 42,5 miliona dochodu. Krytycy uznali film za „zbyt zachowawczą adaptację Dickensa”, jakkolwiek spotkał się on z pozytywną oceną pisarza Johna Irvinga, który upatrywał w Oliverze Twiście Polańskiego najlepszy film na podstawie tej powieści Dickensa w historii kina.

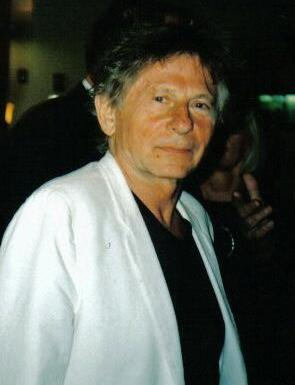
Polański (2007)

W 2007 Roman Polański pojawił się niewielkiej roli jako inspektor Revi w filmie Godziny szczytu 3.
W 2007 nakręcił etiudę Cinéma Erotique, wchodzącą w skład 34 segmentów filmu zbiorowego Kocham kino (Chacun son cinema), czczącego 60. MFF w Cannes. Trzy lata później zrealizował film Autor widmo (The Ghost Writer, 2010), poświęcony tytułowemu pisarzowi (Ewan McGregor), który przyjmuje zlecenie napisania „autobiografii” byłego premiera Wielkiej Brytanii (w roli premiera wystąpił Pierce Brosnan). Za Autora widmo zdobył Srebrnego Niedźwiedzia za najlepszą reżyserię na 60. MFF w Berlinie oraz sześć nagród Europejskiej Akademii Filmowej, w tym za najlepszy film, reżyserię i scenariusz. Za ten sam film Polański otrzymał dwa Cezary za najlepszą reżyserię i scenariusz adaptowany. W Autorze widmo odnajdywano komentarz do drugiej wojny w Zatoce Perskiej oraz aluzję do dwuznacznej polityki Tony’ego Blaira.

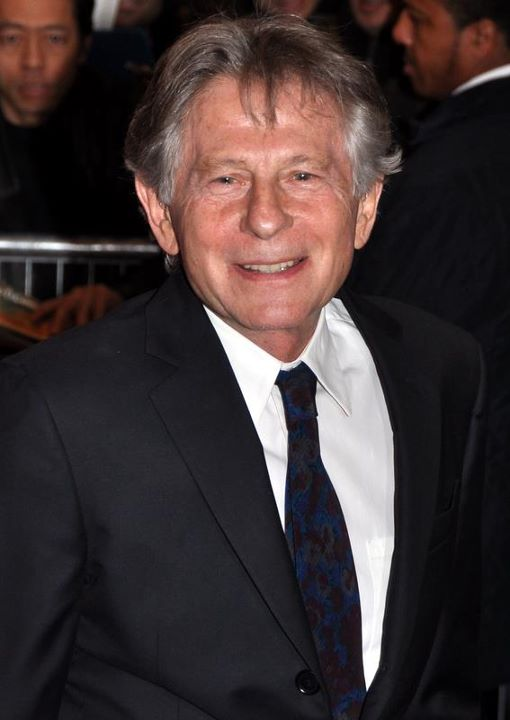
Polański (2011)

W konkursie głównym na 68. MFF w Wenecji premierę miał kolejny film reżysera, komedia Rzeź (2011) oparta na sztuce Bóg mordu autorstwa Yasminy Rezzy. Tematem filmu jest spotkanie dwóch nowojorskich par małżeńskich, które rozmawiają o bójce ich synów. W rolach rodziców dzieci wystąpili Jodie Foster, Kate Winslet, John C. Reilly i Christoph Waltz. Film zdobył Cezara za najlepszy scenariusz, jednak podzielił krytyków. Padały zarówno pochwały za grę kwartetu aktorskiego, jak i głosy dezaprobaty wobec wymęczonego scenariusza. W 2012 na prośbę Prady Polański wyreżyserował krótkometrażowy film pod tytułem Terapia (A Therapy), w którym pojawili się Helena Bonham Carter i Ben Kingsley. Produkcja po raz pierwszy została wyświetlona na 65. MFF w Cannes.
W 2013 zaprezentował film Wenus w futrze (La Vénus a la fourrure), na podstawie powieści Leopolda von Sacher-Masocha pod tym samym tytułem, a konkretniej – na scenicznej adaptacji powieści autorstwa Davida Ives’a. W filmie wystąpili Emmanuelle Seigner jako prostytutka oraz ucharakteryzowany na młodego Polańskiego Mathieu Amalric, który gra z wolna poddającego się jej woli reżysera. Zdjęcia do filmu powstawały w Paryżu. Za Wenus w futrze Polański został nagrodzony Cezarem dla najlepszego reżysera, zbierając pochwały za inteligentny komentarz do relacji między współczesnymi kobietami a mężczyznami.

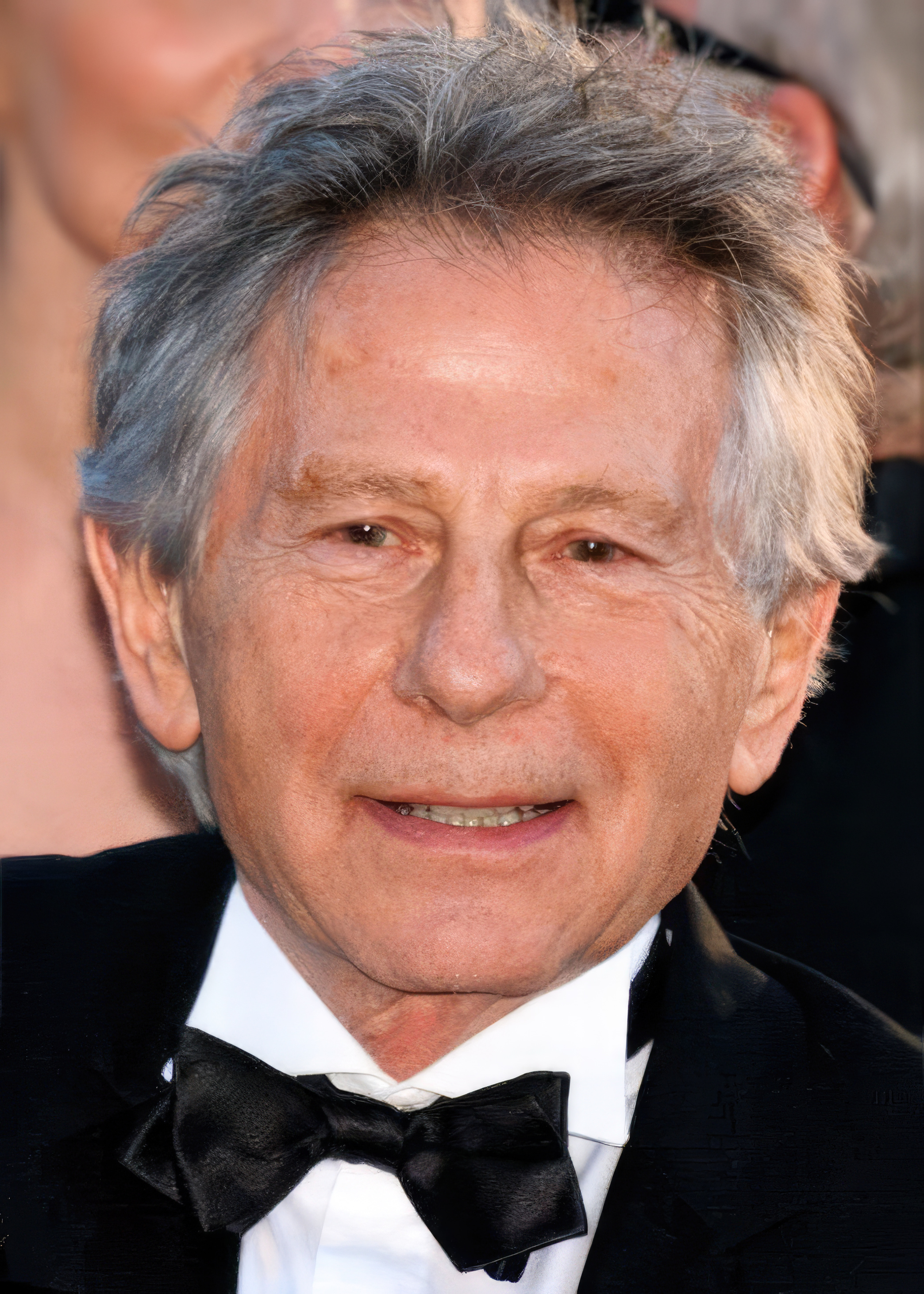
Polański (2013)

W 2017 zrealizował film Prawdziwa historia (D’apres une histoire vraie) na podstawie powieści Delphine de Vigan. Tematem filmu są losy pisarki (Seigner), która otrzymuje anonimowe listy z pogróżkami za ujawnienie w swojej powieści informacji dotyczących najbliższej rodziny. Prawdziwa historia spotkała się z mieszanym odbiorem; jedni chwalili film za sprawną rzemieślniczą robotę (przede wszystkim za zdjęcia Edelmana), inni natomiast porównywali film Polańskiego do najgorszego wariantu opery mydlanej.
1 maja 2018, na fali nurtu #MeToo, został wykluczony z Amerykańskiej Akademii Filmowej za „nieprzestrzeganie zasad etycznych”; w 2019 rozpoczął starania w sądzie w Los Angeles o przywrócenie mu członkostwa w Akademii.
W 2019 na 76. MFF w Wenecji zaprezentował premierowo film Oficer i szpieg (J’accuse), poświęcony aferze Dreyfusa, najgłośniejszemu procesowi schyłku XIX wieku we Francji. Oficer i szpieg zdobył Wielką Nagrodę Jury, a także nagrodę FIPRESCI, jednak zwłaszcza przez anglosaskich krytyków został przyjęty chłodno ze względu na akademickie przedstawienie wydarzeń zachodzących wokół procesu Alfreda Dreyfusa. We Francji Oficer i szpieg otrzymał trzy Cezary, w tym dla Polańskiego za najlepszą reżyserię, co skłoniło część publiczności do przedwczesnego opuszczenia ceremonii oraz wybuczenia werdyktu Akademii Sztuki i Techniki Filmowej. W listopadzie 2020 roku wprowadzono zapis o zlikwidowaniu członkostwa honorowego w walnym zgromadzeniu Akademii, wskutek czego Polański wraz z 17 innymi filmowcami został pozbawiony honorowego członkostwa w jej walnym zgromadzeniu.
Swój kolejny film, The Palace (2023), Polański nakręcił na podstawie scenariusza napisanego wraz z Jerzym Skolimowskim i Ewą Piaskowską. The Palace, wpisujący się w konwencję fars hotelowych pokroju Hotelu Zacisze (1975), został solidarnie zbojkotowany przez anglosaskich krytyków filmowych. Xan Brooks w recenzji dla „The Guardiana” stwierdził, że „najnowsza (ostatnia?) produkcja 90-letniego reżysera to upiorna, wiotka hotelowa farsa, która zaczyna się od rozmowy o armagedonie, a kończy na psie uprawiającym seks z pingwinem”.

## Życie prywatne

### Małżeństwa

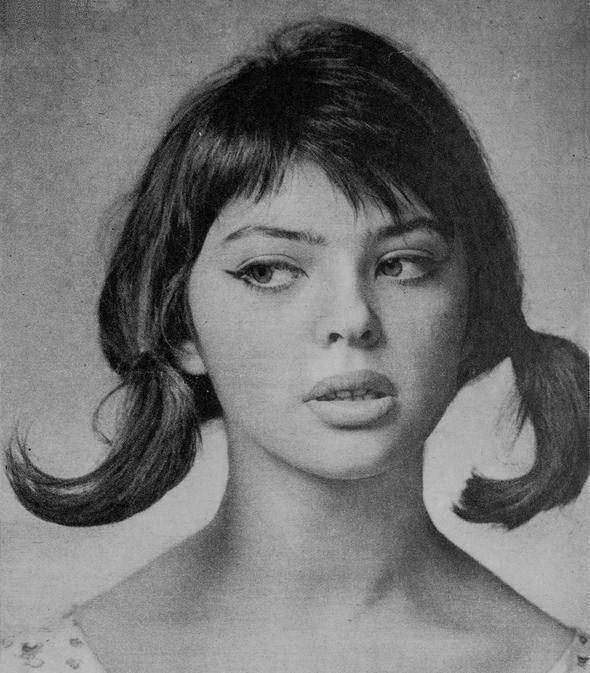
Barbara Kwiatkowska, pierwsza żona Romana Polańskiego (1959)

9 września 1959 ożenił się z aktorką Barbarą Kwiatkowską (1940–1995), którą poznał po raz pierwszy w trakcie prac nad Ewa chce spać (1958) Tadeusza Chmielewskiego i która wystąpiła w etiudzie Polańskiego Gdy spadają anioły (1959). Małżeństwo skończyło się rozwodem w 1962, gdy Polański dowiedział się o romansie Kwiatkowskiej z austriackim aktorem Karlheinzem Böhmem.
20 stycznia 1968 wziął w urzędzie stanu cywilnego w Chelsea (dzielnicy Londynu) ślub z amerykańską aktorką i modelką Sharon Tate (1943–1969), którą poznał na planie Nieustraszonych pogromców wampirów (jego świadkiem i drużbą był Gene Gutowski). Zamieszkali w Los Angeles. Na początku 1969 Sharon zaszła w ciążę. Ponieważ Polański pracował w Londynie nad thrillerem Dzień Delfina, w sierpniu Tate sama wróciła do USA, gdyż wkrótce miała urodzić dziecko. Tuż po północy 8 sierpnia 1969 grupa osób związanych z sektą Charlesa Mansona włamała się do jej willi w Beverly Hills. Tate i jej przyjaciele – Wojciech Frykowski, Abigail Folger i Jay Sebring – zostali związani i poddani okrutnym torturom. W wyniku odniesionych obrażeń zadanych nożem oraz utraty krwi Tate, będąca w ósmym miesiącu ciąży, zmarła wraz z nienarodzonym synem imieniem Paul Richard. Wokół nich odnaleziono namalowane krwią symbole satanistyczne, co prowadziło początkowo do wniosku, iż zbrodnia pełniła funkcję rytualnego obrzędu. Po śmierci żony Polański przeżywał długi okres załamania nerwowego, spotęgowany piętrzącymi się sensacyjnymi doniesieniami tabloidowej prasy, która obarczała reżysera odpowiedzialnością za zbrodnię sekty Mansona. Napisał w swojej autobiografii, że przed śmiercią Tate „żeglował po bezkresnym, niezmąconym morzu oczekiwań i optymizmu”, a po niej zaczął przejmować wiele cech swojego ojca: „dogłębny pesymizm, wieczne niezadowolenie z życia, głęboko judaistyczne poczucie winy i przekonanie, że każde radosne doświadczenie ma swoją cenę”.

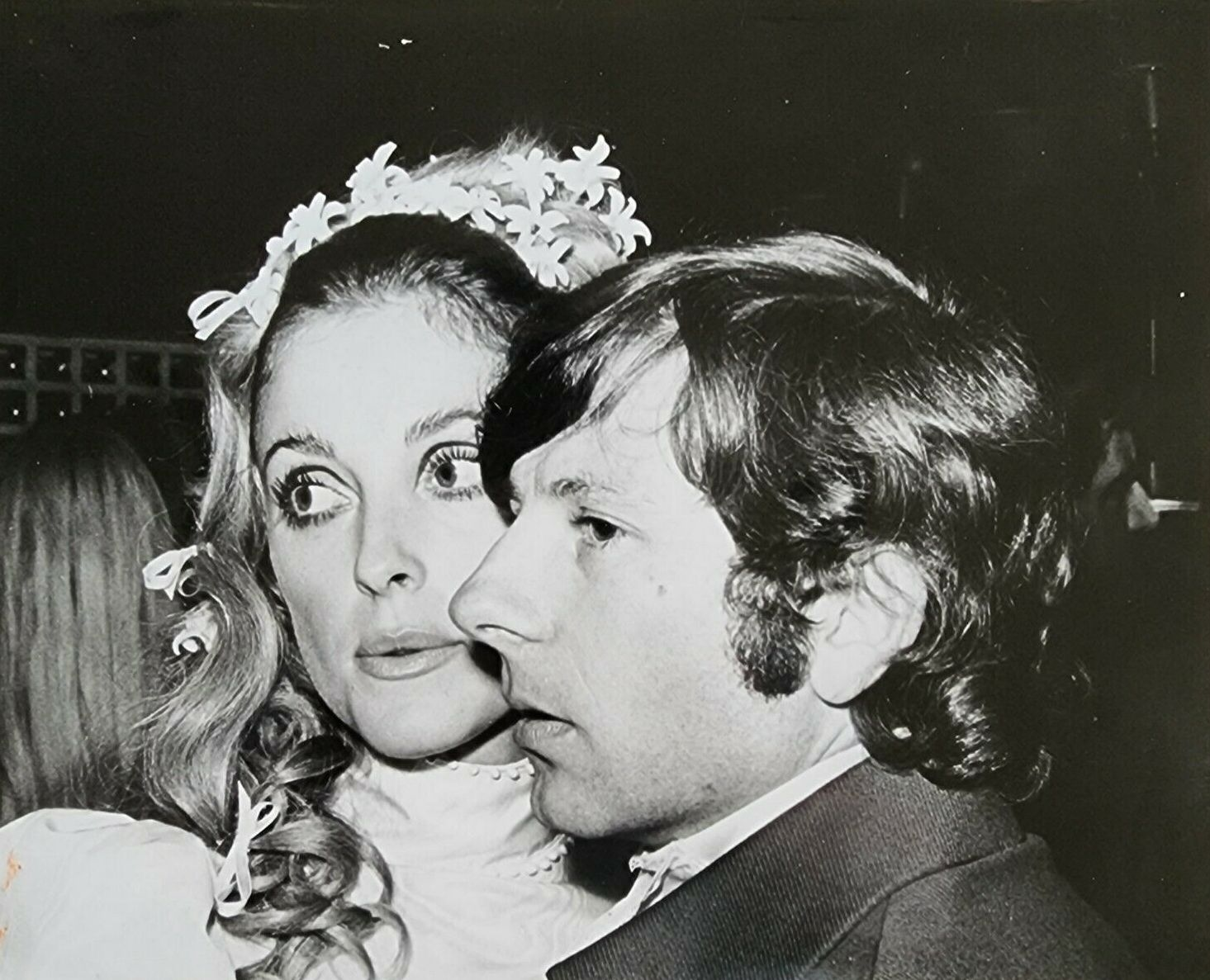
Ślub Romana Polańskiego i Sharon Tate (1968)

W 1986 poznał francuską aktorkę i modelkę Emmanuelle Seigner (ur. 1966), z którą się ożenił 30 sierpnia 1989. Mają dwoje dzieci – córkę Morgane (ur. 1993) i syna Elvisa (ur. 1998). Polański i jego dzieci mówią w domu po polsku. Morgane Polanski grała drobne role w filmach ojca: Pianista, Oliver Twist oraz Autor widmo. Począwszy od 2015, występuje jako księżniczka Gisla w serialu Wikingowie, a w 2016 zadebiutowała jako reżyserka krótkometrażowym thrillerem The Understudy. Elvis Polanski zagrał natomiast epizody w filmach Motyl i skafander oraz Rzeź.

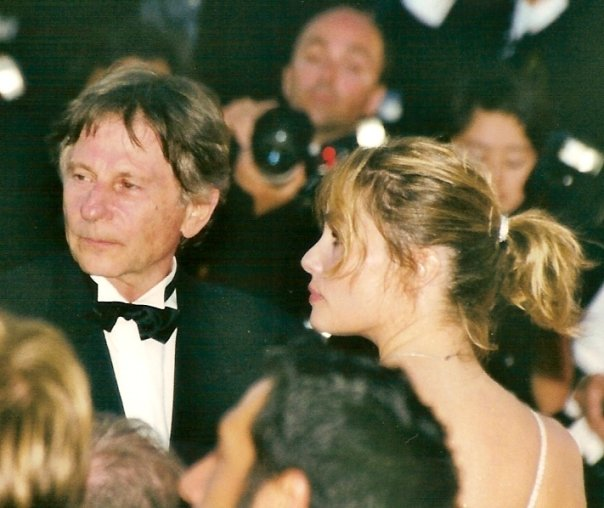
Polański i Emmanuelle Seigner (1992)

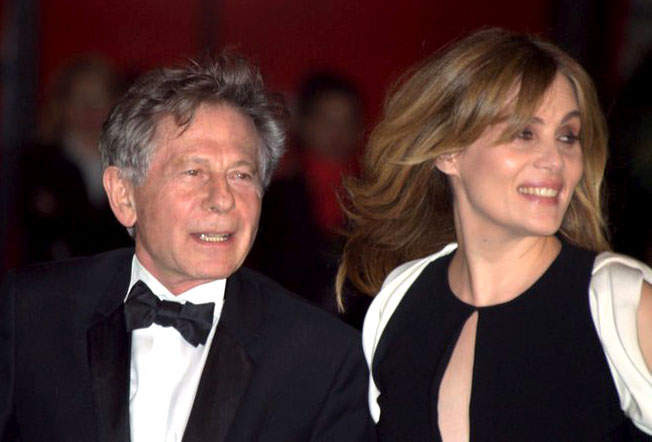
Polański i Emmanuelle Seigner (2011)

### Procesy sądowe i oskarżenia o gwałt

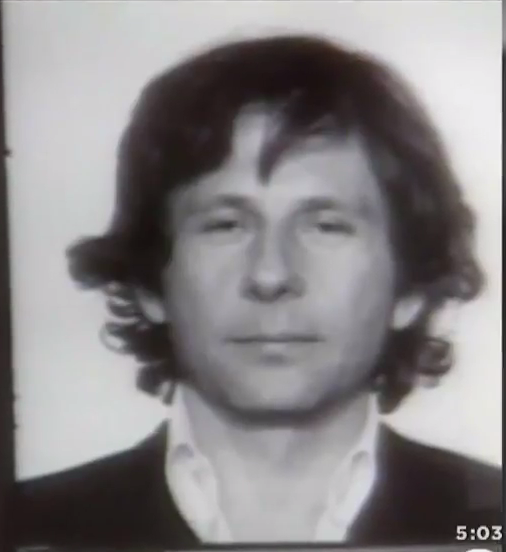
Zdjęcie policyjne Romana Polańskiego (1977)

20 lutego 1977, ówcześnie 43-letni Polański w ramach realizacji sesji zdjęciowej na zlecenie czasopisma „Vogue” do edycji francuskiej, poznał trzynastoletnią modelkę Samanthę Gailey (dziś znaną jako Samantha Geimer). Jak później zeznawała Geimer, podczas pierwszej sesji zdjęciowej z Polańskim czułą się nieswojo, przez fakt pozowania przed nim nago. Druga sesja odbyła się 10 marca w domu Jacka Nicholsona przy Mulholland Drive w Los Angeles. Nicholson był wtedy w Szwajcarii, natomiast jego partnerka – Anjelica Huston była na miejscu, lecz w tamtym czasie poza domem. Tam Polański odbył z Geimer stosunek płciowy, po czym odwiózł ją do domu. Według Geimer, Polański ignorował jej słowa przeciwstawiania się. 11 marca został aresztowany pod zarzutem gwałtu. 24 marca prokurator okręgowy Roger Gunson wniósł akt oskarżenia dotyczącego sześciu punktów: zgwałcenia z użyciem narkotyków, perwersji, nienaturalnego stosunku seksualnego, lubieżnego i nieprzyzwoitego aktu płciowego z dzieckiem poniżej 14. roku życia, podania osobie niepełnoletniej niedozwolonej substancji oraz sprzecznego z prawem stosunku seksualnego z osobą nieletnią. Do żadnego z tych zarzutów Polański się nie przyznał.
Podczas postępowania sądowego, w którym sędzią był Laurence J. Rittenband, reżyser i jego adwokat zaproponowali ugodę (plea bargain), wedle której Polański przyznałby się jedynie do winy w najlżejszym z punktów oskarżenia. Adwokat Gailey przystał na ugodę, jednak pod presją opinii publicznej Rittenband zamierzał umieścić Polańskiego w więzieniu przynajmniej na krótki okres. Reżyser został objęty nadzorem kuratora, wyznaczono mu też obowiązkowe badania psychiatryczne w więzieniu w Chino na południe od Los Angeles. 16 grudnia 1977 udał się do więzienia, gdzie spędził 42 dni. 29 stycznia 1978 został zwolniony, lecz dzień później po kolejnym przesłuchaniu w sądzie dowiedział się od swego adwokata Douglasa Daltona, że Rittenband zamierza przedłużyć okres pobytu Polańskiego w więzieniu o kolejne 48 dni, a potem nakazać jego wydalenie z kraju. Rittenband miał tymczasem chwalić się w prasie, że pośle reżysera do więzienia „na 100 lat”. 31 stycznia, nie czekając na wyrok sądu, Polański uciekł ze Stanów Zjednoczonych do Anglii, a następnie do Francji. Tam uzyskał obywatelstwo, co utrudniało ekstradycję do USA przez Wielką Brytanię.
W 1979 roku Polański udzielił wywiadu pisarzowi Martinowi Amisowi, w którym komentował sprawę:
Kiedy jechałem z hotelu na posterunek policji, radio samochodowe już o tym mówiło. Dziennikarze dzwonili na policję, zanim zostałem aresztowany, aby sprawdzić, czy mogą przekazać tę wiadomość. Nie mogłem uwierzyć, że myślałem, że się z tego obudzę. Zdaję sobie sprawę, że gdybym kogoś zabił, nie byłoby to tak atrakcyjne dla prasy, rozumiesz? Ale... pieprzenie, widzisz, i młode dziewczyny. Sędziowie chcą pieprzyć młode dziewczyny. Przysięgli chcą pieprzyć młode dziewczyny – wszyscy chcą pieprzyć młode dziewczyny! Nie, wtedy wiedziałem, że to będzie kolejna bardzo poważna sprawa.
Po śmierci Rittenbanda w 1993 zgodził się wypłacić Geimer odszkodowanie w wysokości 500 tys. dolarów amerykańskich, nie ma jednak dowodów, że faktycznie wypłacił rekompensatę. Na początku maja 2009 sąd w Los Angeles odrzucił wniosek Polańskiego o umorzenie sprawy.
26 września 2009 został zatrzymany po przylocie na lotnisko w Zurychu. Podstawę do zatrzymania stanowił amerykański nakaz aresztowania wydany w związku ze sprawą Geimer. 12 lipca 2010 Ministerstwo Sprawiedliwości Szwajcarii nie wyraziło zgody na ekstradycję Polańskiego do USA i tym samym został uchylony wobec niego areszt domowy, w którym reżyser przebywał od września 2009. 15 lipca 2010 Prokuratura Generalna RP, wyjaśniając sytuację prawną reżysera w razie jego hipotetycznego przyjazdu do kraju, wydała oświadczenie: „Wydanie przez władze polskie Romana Polańskiego innemu państwu jest jednak niemożliwe (...) Zgodnie z treścią art. 604 § 1 pkt 3 k.p.k. wydanie osoby innemu państwu jest niedopuszczalne, jeżeli nastąpiło przedawnienie”.
30 października 2015 Sąd Okręgowy w Krakowie orzekł, że ekstradycja Polańskiego do USA jest „niedopuszczalna”. Sędzia uzasadnił wyrok tym, że reżyserowi została już wymierzona kara, którą odbył, a w trakcie postępowania przed amerykańskim sądem doszło do rażącego naruszenia prawa poprzez udział osób postronnych i naruszenia procedury. W 2016 minister sprawiedliwości i prokurator generalny Zbigniew Ziobro złożył kasację do Sądu Najwyższego w sprawie wyroku Sądu Okręgowego w Krakowie. 6 grudnia 2016 sąd oddalił skargę kasacyjną, uznając, że ekstradycja reżysera do USA jest niedopuszczalna. Postanowienie Sądu Najwyższego jest ostateczne.
Był też oskarżany o gwałt przez inne kobiety. 14 maja 2010 angielska aktorka Charlotte Lewis oświadczyła, że dwukrotnie wykorzystał ją seksualnie, gdy miała 16 lat i starała się o rolę w filmie Piraci; z tego zarzutu Polański został oczyszczony w maju 2024 roku wyrokiem sądu w Paryżu. 26 września 2017 niemiecka aktorka Renate Langer zgłosiła szwajcarskiej policji, że w 1972, kiedy miała 15 lat, została zgwałcona przez Polańskiego. W listopadzie 2019 francuska aktorka Valentine Monnier zeznała, że w 1975, kiedy miała 18 lat, została pobita i wykorzystana seksualnie przez reżysera.

### Poglądy
Jest ateistą. W wywiadzie z 1969 roku twierdził, że do postępu ludzkości przyczyniło się wynalezienie broni i zabijanie (nie zaś rozwój intelektualny), a popędy destrukcyjne są jedną z cech człowieka. W wywiadzie z 1971 roku rozwijał ową myśl, przekonując iż wojna jest częścią ludzkiej natury: „Nie byłoby wojen, gdyby ludzie ich nie chcieli. Ludzie uwielbiają zabijać i walczyć”. Przy okazji premiery Chinatown Polański uznawał wątek kazirodczy za najbardziej interesujący, „ekscytujący” moment filmu.

## Styl filmowy

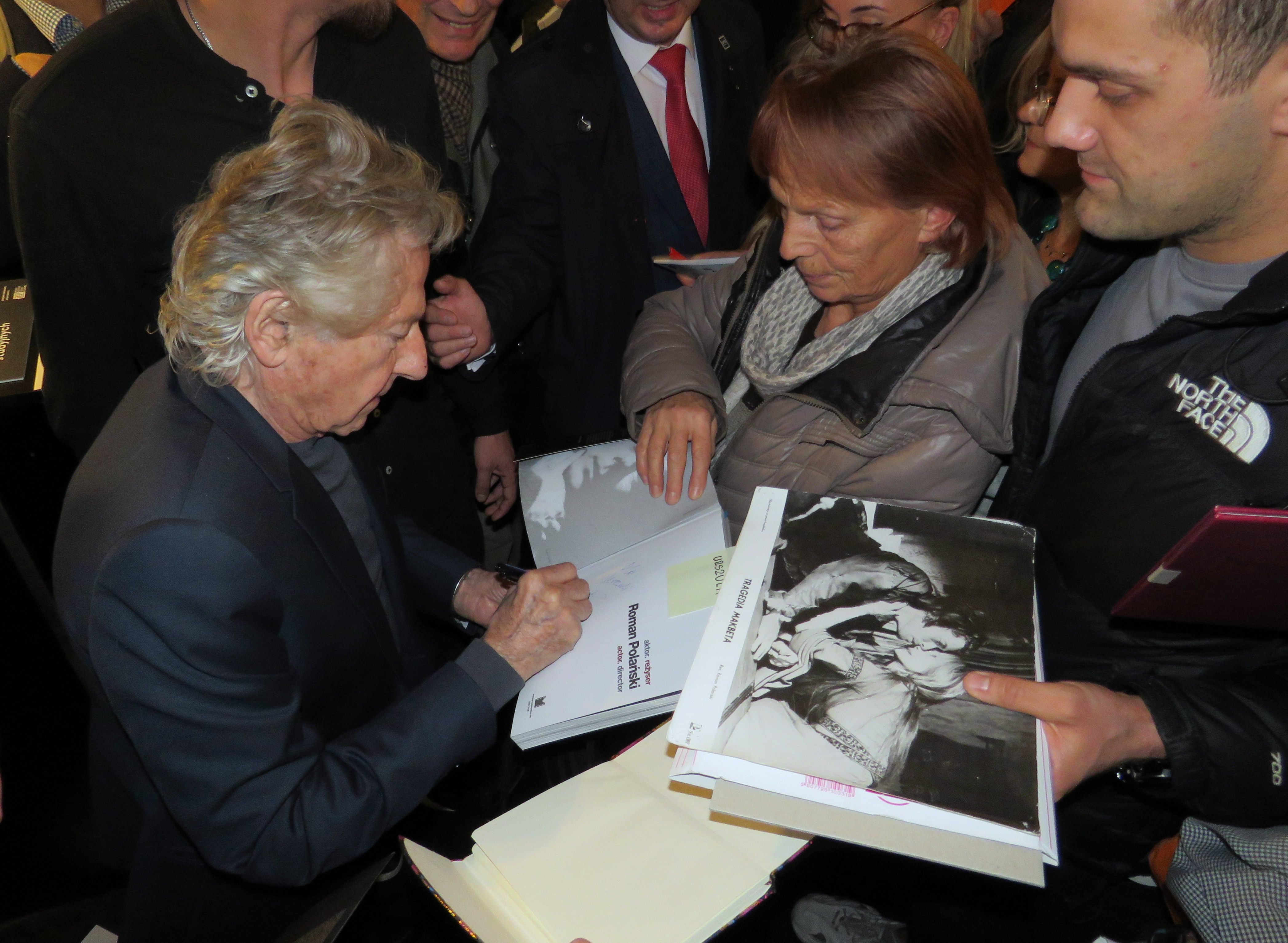
Roman Polański podczas przeglądu jego filmów w Warszawie (2023)

W 1976 wyznał w wywiadzie dla „Polityki”: „Kocham kino, kocham wszystkie rodzaje filmów, chciałbym kręcić i westerny, i filmy policyjne, i psychologiczne [...]”. Reżyser specjalizuje się przede wszystkim w kinie gatunkowym, a główną charakterystyczną cechą jego filmów zdaniem Grażyny Stachówny jest „zewnątrztekstowa gra reżysera z widzami, dotycząca jego legendy biograficznej”. Dalej polska filmoznawczyni wymienia kolejne wyróżniki filmów Polańskiego: element grozy, wyrastający z naśladownictwa dzieł Alfreda Hitchcocka, skłonność bohaterów do izolacji od społeczeństwa oraz postępujących zaburzeń psychicznych, ukazywanie mechanizmów podporządkowania słabych jednostek osobom znacznie silniejszym psychicznie, wreszcie skłonność do groteski. Również David Thomson stwierdził, że Polański koncentrował się przede wszystkim na ukazaniu przejawów „alienacji oraz wrogości” wobec drugiego człowieka, które prowadziły do przemocy ukazanej „dyskretnie, z wyrzutami sumienia lub nawet komicznie”. Czarny humor jest jednym z istotnych wyróżników twórczości Polańskiego, który to reżyser zdaniem J.P. Telotte’a oraz Johna McCarty’ego „potrafi przyjąć ironiczny, niezwykle bardzo komiczny stosunek do ostatecznego i, jak on to ujmuje, nieuchronnego problemu ludzkości – nieprzemijającej przemocy i pielęgnowanego przez [tę ludzkość] zła”.
Joshua Klein jako cechy charakterystyczne twórczości Polańskiego wymienia „mistrzowską narrację” oraz wnikliwą analizę psychologiczną. Natomiast Paul Werner dopowiada, że wśród wyróżników twórczości reżysera można wymienić „klaustrofobiczną ciasnotę głównego miejsca akcji” oraz „niespokojny klimat podejrzeń i nieufności”, wreszcie zaś „kolistą strukturę” większości filmów w jego dorobku. Zdaniem Jessiki Winter w świecie filmowym Polańskiego „silni ludzie żerują na słabeuszach [...] lub rzadziej to słabi ludzie wyczuwają zagrożenie, które istnieje tylko w ich rozstrojonych umysłach”. Polański sam słynął z dyktatorskiej władzy, jaką sprawował nad aktorami na planie, doprowadzając ich „do granic fizycznej i psychicznej wytrzymałości”. W swoich filmach reżyser stosował długie, proste ujęcia zachęcające aktorów do większej ekspresji przed kamerą.
Podstawowym źródłem inspiracji dla Polańskiego były amerykańskie filmy gatunkowe spod znaku dzieł Hitchcocka, Howarda Hawksa oraz Orsona Wellesa. Spory wpływ nań wywarły również filmy Carola Reeda, Laurence’a Oliviera, Luisa Bunuela, Federica Felliniego, Elii Kazana, czy też Fritza Langa. Sekwencja inicjalna Wstrętu jawnie nawiązuje do filmu Pies andaluzyjski (Un chien andalou, 1929) Bunuela. Mimo że reżysera pod względem stylu porównywano z przedstawicielami francuskiej Nowej Fali, takimi jak Jean-Luc Godard i François Truffaut, Polański stanowczo odrzucał takie skojarzenia. O dziełach wspomnianych nowofalowców Polański pisał, iż „przerażały mnie amatorszczyzną i ubóstwem technicznym”. Kiedy Godard i Truffaut przewodzili strajkowi skrajnie lewicowych filmowców w ramach protestów w maju i czerwcu 1968, Polański skwitował ich działania jako fochy „małych dzieci bawiących się w rewolucjonistów. Ja mam to już za sobą. Dorastałem w kraju, w którym takie rzeczy dzieją się na poważnie”.

## Nagrody, odznaczenia, upamiętnienia
| Nagrody za filmy |                     |                                                                                |                                                                                                |
| Rok              | Film                | Instytucja                                                                     | Nagroda                                                                                        |
| 1958             | Dwaj ludzie z szafą | Międzynarodowy Konkurs Filmów Eksperymentalnych w Brukseli                     | III Nagroda                                                                                    |
| 1958             | Dwaj ludzie z szafą | Międzynarodowy Festiwal Filmowy w San Francisco                                | Nagroda Specjalna za twórczość eksperymentalną                                                 |
| 1958             | Dwaj ludzie z szafą | Festiwal Etiud PWSFTviT w Warszawie                                            | I Nagroda, Nagroda „Filmu” za reżyserię                                                        |
| 1958             | Dwaj ludzie z szafą | Międzynarodowy Festiwal Filmów Krótkometrażowych w Oberhausen                  | Dyplom Honorowy                                                                                |
| 1960             | Dwaj ludzie z szafą | Międzynarodowy Festiwal Filmów Dokumentalnych i Eksperymentalnych w Montevideo | I Nagroda                                                                                      |
| 1962             | Gruby i chudy       | Międzynarodowy Festiwal Filmów Krótkometrażowych w Oberhausen                  | Nagroda NRD-owskiej Ligi Przyjaźni między Narodami                                             |
| 1962             | Ssaki               | Międzynarodowy Festiwal Filmowy w Tours                                        | Grand Prix                                                                                     |
| 1962             | Nóż w wodzie        | Międzynarodowy Festiwal Filmowy w Wenecji                                      | Nagroda FIPRESCI                                                                               |
| 1962             | Nóż w wodzie        | Pismo „Film”                                                                   | Złota Kaczka dla najlepszego filmu polskiego                                                   |
| 1963             | Ssaki               | Ogólnopolski Festiwal Filmów Krótkometrażowych w Krakowie                      | I Nagroda „Złoty Smok wawelski”                                                                |
| 1963             | Ssaki               | Międzynarodowy Festiwal Filmów Krótkometrażowych w Oberhausen                  | Nagroda Główna                                                                                 |
| 1963             | Nóż w wodzie        | Festiwal Filmowy w Prades                                                      | Grand Prix                                                                                     |
| 1964             | Nóż w wodzie        | Międzynarodowy Festiwal Filmów Krótkometrażowych w Oberhausen                  | Nagroda młodych krytyków zachodnioniemieckich                                                  |
| 1965             | Wstręt              | Międzynarodowy Festiwal Filmowy w Berlinie                                     | Nagroda FIPRESCI Nagroda Specjalna Jury                                                        |
| 1965             | Nóż w wodzie        | Międzynarodowy Festiwal Filmowy w Panamie                                      | Nagroda FIPRESCI                                                                               |
| 1965             | Nóż w wodzie        | Międzynarodowy Festiwal Filmów Wychowawczych w Teheranie                       | Złoty Delfin                                                                                   |
| 1966             | Matnia              | Międzynarodowy Festiwal Filmowy w Berlinie                                     | Złoty Niedźwiedź                                                                               |
| 1969             | Dziecko Rosemary    | Francuskie Stowarzyszenie Krytyków Filmowych                                   | Najlepszy film zagraniczny                                                                     |
| 1974             | Chinatown           | Brytyjska Akademia Sztuk Filmowych i Telewizyjnych                             | Najlepszy reżyser                                                                              |
| 1975             | Chinatown           | Stowarzyszenie Prasy Zagranicznej w Hollywood                                  | Złoty Glob za najlepszą reżyserię                                                              |
| 1980             | Tess                | Stowarzyszenie Krytyków Filmowych Los Angeles                                  | Najlepszy reżyser                                                                              |
| 2002             | Pianista            | Międzynarodowy Festiwal Filmowy w Cannes                                       | Złota Palma                                                                                    |
| 2002             | Pianista            | Stowarzyszenie Bostońskich Krytyków Filmowych                                  | Najlepszy film Najlepszy reżyser                                                               |
| 2002             | Pianista            | The San Francisco Film Critics Circle                                          | Najlepszy film                                                                                 |
| 2003             | Pianista            | Brytyjska Akademia Sztuk Filmowych i Telewizyjnych                             | Najlepszy film Najlepszy reżyser                                                               |
| 2003             | Pianista            | Francuska Akademia Sztuki Filmowej                                             | Cezar dla najlepszego filmu francuskiego Cezar dla najlepszego reżysera                        |
| 2003             | Pianista            | Włoska Akademia Filmowa                                                        | David di Donatello dla najlepszego filmu zagranicznego                                         |
| 2003             | Pianista            | Hiszpańska Akademia Filmowa                                                    | Goya dla najlepszego filmu europejskiego                                                       |
| 2003             | Pianista            | Amerykańskie Stowarzyszenie Krytyków Filmowych                                 | Najlepszy film Najlepszy reżyser                                                               |
| 2003             | Pianista            | Polskie Nagrody Filmowe                                                        | Orzeł dla najlepszego filmu Orzeł dla najlepszego reżysera                                     |
| 2003             | Pianista            | Amerykańska Akademia Sztuki Filmowej                                           | Oscar dla najlepszego reżysera                                                                 |
| 2003             | Pianista            | Stowarzyszenie Włoskiej Krytyki Filmowej                                       | Srebrna Taśma                                                                                  |
| 2003             | Pianista            | Koło Piśmiennictwa Filmowego SFP                                               | Złota Taśma                                                                                    |
| 2004             | Pianista            | Czeska Akademia Sztuki Filmowej i Telewizyjnej                                 | Czeski Lew dla najlepszego filmu zagranicznego                                                 |
| 2009             | Nóż w wodzie        | Festiwal Filmowy i Artystyczny „Lato Filmów”                                   | Nagroda za najlepszy scenariusz w historii polskiego kina                                      |
| 2010             | Autor widmo         | Międzynarodowy Festiwal Filmowy w Berlinie                                     | Srebrny Niedźwiedź za reżyserię                                                                |
| 2010             | Autor widmo         | Europejskie Nagrody Filmowe                                                    | Nagroda dla najlepszego filmu Nagroda dla najlepszego reżysera Nagroda za najlepszy scenariusz |
| 2011             | Autor widmo         | Francuska Akademia Sztuki Filmowej                                             | Cezar dla najlepszego reżysera Cezar za najlepszy scenariusz adaptowany                        |
| 2011             | Autor widmo         | Polskie Nagrody Filmowe                                                        | Najlepszy film europejski                                                                      |
| 2012             | Rzeź                | Francuska Akademia Sztuki Filmowej                                             | Cezar za najlepszy scenariusz adaptowany                                                       |
| 2013             | Rzeź                | Polskie Nagrody Filmowe                                                        | Orzeł za najlepszą reżyserię                                                                   |
| 2014             | Wenus w futrze      | Francuska Akademia Sztuki Filmowej                                             | Cezar dla najlepszego reżysera                                                                 |
| 2018             | Pianista            | Polskie Nagrody Filmowe                                                        | Nagroda dla najlepszego filmu 20-lecia „Orłów”                                                 |
| 2019             | Oficer i szpieg     | Międzynarodowy Festiwal Filmowy w Wenecji                                      | Srebrny Lew Nagroda FIPRESCI                                                                   |
| 2020             | Oficer i szpieg     | Francuska Akademia Sztuki Filmowej                                             | Cezar dla najlepszego reżysera Cezar za najlepszy scenariusz adaptowany                        |

| Nagrody honorowe, upamiętnienia, odznaczenia |                                                                       |                                                                      | |
| Rok                                          | Instytucja                                                            | Nagroda                                                              | Uzasadnienie |
| 1998                                         | Académie des beaux-arts                                               | Członkostwo                                                          | Twórczość artystyczna w kinie i audiowizualna |
| 1999                                         | Europejskie Nagrody Filmowe                                           | Felix za całokształt twórczości                                      | n.d. |
| 1999                                         | Sztokholmski Festiwal Filmowy                                         | Nagroda za całokształt twórczości                                    | n.d. |
| 1999                                         | Festiwal Filmu Polskiego w Ameryce                                    | Nagroda „Skrzydła”                                                   | „za szczególne osiągnięcia w dziedzinie sztuki filmowej poza Polską, za rozwinięcie skrzydeł w świecie”                                                                                 |
| 1999                                         | Francuska Akademia Sztuk Pięknych                                     | Członkostwo (w miejsce Marcela Carné)                                | n.d. |
| 2000                                         | Miasto Łódź                                                           | Honorowe obywatelstwo miasta Łodzi Gwiazda Polańskiego w Alei Gwiazd | n.d. |
| 2000                                         | Państwowa Wyższa Szkoła Filmowa, Telewizyjna i Teatralna w Łodzi      | Doktorat honoris causa                                               | n.d. |
| 2001                                         | Krajowa Izba Producentów Audiowizualnych                              | Nagroda Specjalna                                                    | „za wybitne, spotykające się z najwyższym uznaniem i znakomitą oceną, dokonania twórcze, których ścisłe związki z naszą kinematografią dobrze służą promocji polskiego filmu w świecie” |
| 2002                                         | Fundacja Kultury Polskiej                                             | Złote Berło                                                          | „za całokształt twórczości filmowej wypełnionej odkrywczym poszukiwaniem nowych środków wyrazu, za wierność doświadczeniom, jakie przypadły w udziale Artyście i jego społeczności”     |
| 2002                                         | Bawarskie Nagrody Filmowe                                             | Nagroda za całokształt twórczości                                    | n.d. |
| 2003                                         | Polskie Nagrody Filmowe                                               | Nagroda za osiągnięcia życia                                         | n.d. |
| 2003                                         | Telewizja Polonia (TVP Polonia)                                       | Nagroda Telewizji „Polonia”                                          | „za sławienie Polski i polskości na świecie” |
| 2003                                         | Akademia Telewizyjna                                                  | SuperWiktor 2003                                                     | n.d. |
| 2004                                         | Uniwersytet Rzymski „La Sapienza”                                     | Doktorat honoris causa                                               | n.d. |
| 2005                                         | Minister Kultury                                                      | Złoty Medal „Zasłużony Kulturze Gloria Artis”                        | w dziedzinie „film” |
| 2005                                         | X Festiwal Gwiazd w Międzyzdrojach                                    | Odcisk dłoni na Promenadzie Gwiazd                                   | n.d. |
| 2006                                         | Europejska Akademia Filmowa                                           | Nagroda za całokształt twórczości                                    | n.d. |
| 2006                                         | Warszawski Festiwal Filmów o Tematyce Żydowskiej w Warszawie          | Honorowa Kamera Dawida                                               | n.d. |
| 2007                                         | Rosyjska Narodowa Akademia Sztuk i Nauk Filmowych                     | Złoty Orzeł                                                          | „za wybitny wkład w kinematografię światową” |
| 2007                                         | XV Festiwal „ArtFilm” w Trenczanskich Teplicach                       | Złota Kamera za całokształt twórczości                               | n.d. |
| 2007                                         | 15. Festiwal Sztuki Autorów Zdjęć Filmowych „Plus Camerimage” w Łodzi | Nagroda dla reżysera                                                 | „za szczególną wrażliwość wizualną” |
| 2010                                         | Pismo „Film”                                                          | Specjalna Złota Kaczka                                               | „dla najlepszego reżysera filmów nagradzanych na wielkich światowych festiwalach” |
| 2011                                         | 36. Festiwal Polskich Filmów Fabularnych w Gdyni                      | Nagroda Specjalna „Platynowe Lwy”                                    | n.d. |
| 2015                                         | 8. Festiwal PKO Off Camera w Krakowie                                 | Nagroda „Pod Prąd”                                                   | za „szczególne osiągnięcia w rozwoju kina niezależnego” |
| 2016                                         | Stowarzyszenie Filmowców Polskich                                     | Odznaka 50-lecia Stowarzyszenia Filmowców Polskich                   | n.d. |
| 2018                                         | Stowarzyszenie Autorów ZAiKS                                          | Nagroda Specjalna i Honorowe Członkostwo                             | n.d. |
| 2019                                         | Kino „Charlie” w Łodzi                                                | Złoty Glan                                                           | dla „twórcy niezależnego z uporem przeciwstawiającego się modom i trendom dominującym w kulturze popularnej”                                                                            |

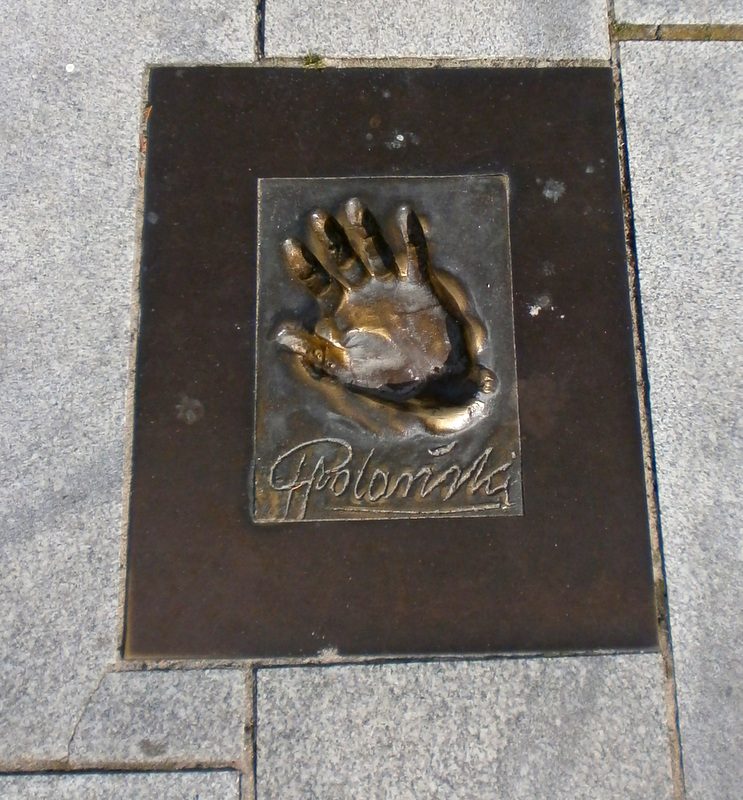
Odcisk dłoni Romana Polańskiego w Alei Gwiazd w Międzyzdrojach

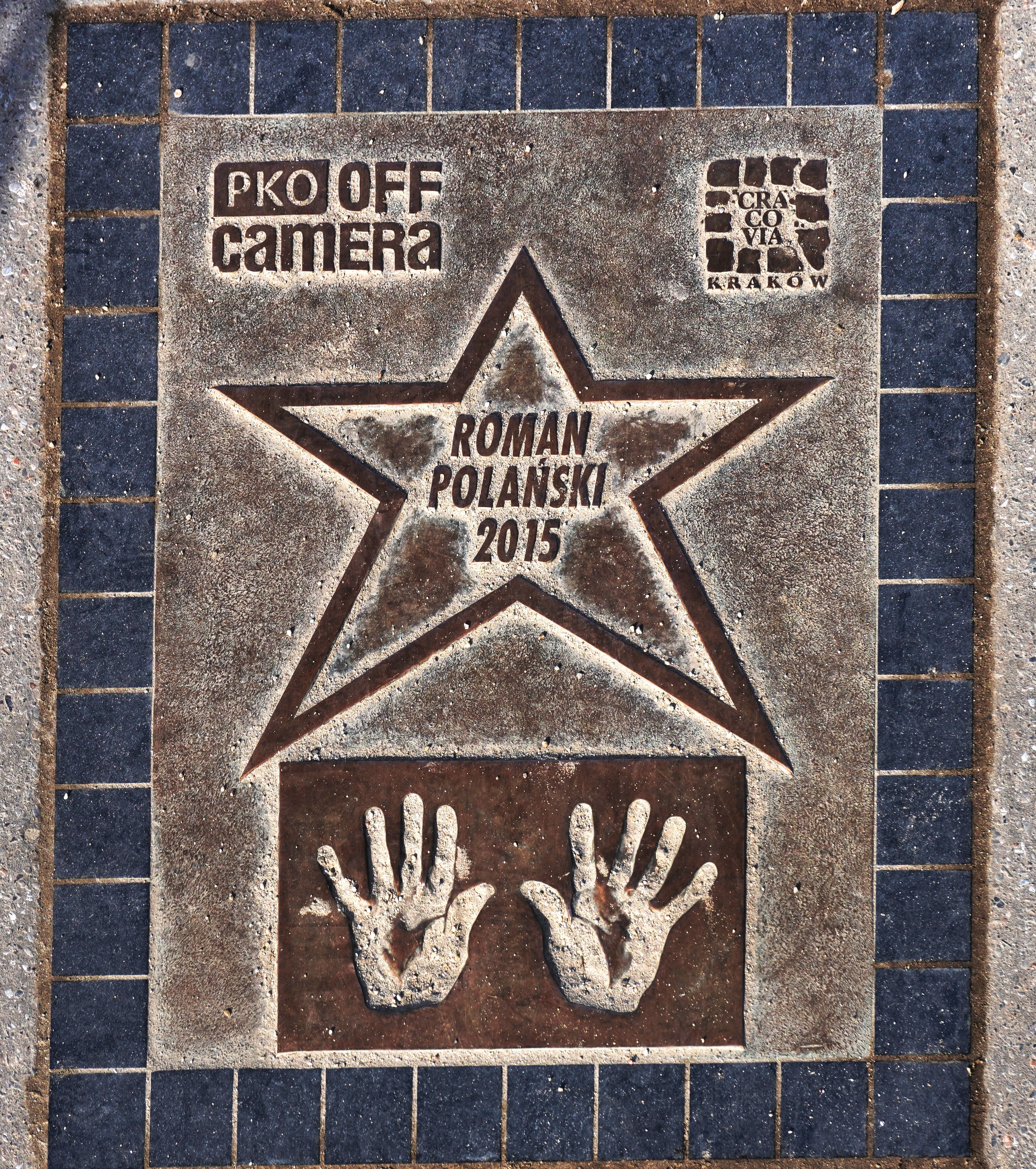
Gwiazda Romana Polańskiego na Alei Gwiazd w Krakowie

W 2010, podczas 36. Festiwalu Polskich Filmów Fabularnych w Gdyni, został uhonorowany nagrodą Platynowe Lwy za całokształt twórczości. Decyzja ta spotkała się z protestami środowisk chrześcijańsko-konserwatywnych (m.in. Prawicy Rzeczypospolitej), które zaapelowały w specjalnym oświadczeniu podpisanym przez Marka Jurka i Mariana Piłkę o bojkot festiwalu. Na apel odpowiedział dyrektor artystyczny 36. FPFF, Michał Chaciński. Stwierdził, że „Polański odbierze wyróżnienie jako niekwestionowany mistrz światowego kina i żadne pozamerytoryczne zagadnienia nie mają na tę nagrodę wpływu”. Ostatecznie jednak reżyser nie przyjechał do Polski.

### Literatura podmiotowa
- Roman Polański, Roman Polanski: Interviews, Paul Cronin (red.), Jackson: University Press of Mississippi, 2005, ISBN 1-57806-799-5.
- Roman Polański, Roman, Kalina Szymanowska, Piotr Szymanowski (tłum.), Warszawa: Wydawnictwo Polonia, 1989.

### Literatura przedmiotowa
- Julia Ain-Krupa, Roman Polanski: a life in exile, Santa Barbara, Calif.: Praeger, 2010.
- James Greenberg, Polański. Portret mistrza, Warszawa: Foksal, 2013, ISBN 978-83-7881-944-8.
- Gene Gutowski, Od Holocaustu do Hollywood, Kraków: Wydawnictwo Literackie, 2004, ISBN 83-08-03549-3.
- Mikołaj Jazdon, Zagłada miasta. Warszawa w „Pianiście” Romana Polańskiego, „Images” (21), 2013, s. 77–95.
- Greg King, Sharon Tate and the Manson murders, New York: Barricade Books, 2000, ISBN 1-56980-157-6.
- Joshua Klein, Roman Polański, [w:] Steven Jay Schneider (red.), 501 reżyserów filmowych, MWK, 2007, s. 376–377.
- Jan Kochańczyk, Roman Polański i jego sztuka przetrwania, e-bookowo, 2013, ISBN 978-83-63080-28-0.
- Grażyna Stachówna, Roman Polański i jego filmy, Warszawa: Wydawnictwo Naukowe PWN, 1994, ISBN 83-01-11300-6.
- J.P. Telotte, John McCarty, Roman Polański, [w:] Andrew Sarris (red.), The St. James film directors encyclopedia, Detroit: Visible Ink Press, 1998, s. 387–390, ISBN 1-57859-028-0.
- David Thomson, The new biographical dictionary of film, New York: Alfred A. Knopf, 2002.
- Paul Werner, Polański. Biografia, Anna Krochmal, Robert Kędzierski (tłum.), Poznań: Rebis, 2013, ISBN 978-83-7818-533-8.
- Jessica Winter, Roman Polanski, [w:] Richard Armstrong i inni red., The Rough Guide to Films, London – New York: Penguin Books, 2007, s. 425–426.
- Frédéric Zamochnikoff, Stéphane Bonnotte, Polański. Na rozdrożu światów, Krystyna Pruska, Krzysztof Pruski (tłum.), Warszawa: Cyklady, 2006, ISBN 83-60279-10-1.